# Parthénon
Pour la revue littéraire, voir Le Parthénon.
Le Parthénon — grec ancien : Ὁ Παρθενών / Parthenṓn (à l'origine génitif pluriel de παρθένος / parthénos, nom féminin, « jeune fille, vierge »), littéralement « la salle ou la demeure des vierges » — est un trésor grec,, situé sur l'Acropole d'Athènes, destiné à la conservation d'une sculpture de la déesse Athéna, que les Athéniens considéraient comme la patronne de leur cité.
Réalisé entièrement en marbre pentélique, le Parthénon est à la fois un temple et un trésor, au sens antique du terme. Le naos du Parthénon fut conçu pour abriter la statue chryséléphantine de la déesse Athéna Parthénos, œuvre monumentale de Phidias, à laquelle les Athéniens présentaient leurs offrandes. Si le culte rendu à la déesse avait habituellement lieu dans l'ancien temple d'Athéna de l'Acropole, qui abritait un xoanon représentant Athéna Polias, le Parthénon fut spécialement consacré à la déesse Athéna Parthénos, protectrice de la cité et déesse de la guerre et de la sagesse. Mais, concrètement, le Parthénon devait aussi protéger le trésor de la cité. Ce dépôt, composé essentiellement de métaux précieux, était conservé dans l'adyton du temple, regroupant en un même lieu les fonds de la ville d'Athènes et de la ligue de Délos. Les 1 150 kg d'or de la statue d'Athéna pouvaient accessoirement être fondus en cas de nécessité.
Symbole architectural de la suprématie athénienne à l'époque classique, le Parthénon est probablement le temple qui a le plus inspiré les architectes néo-classiques de tendance néo-grecque. Il a servi de modèle dans de nombreux pays occidentaux. Ainsi, dans le courant du XIXe siècle, de nombreuses nations occidentales s'en inspirèrent pour héberger leurs institutions politiques — parlements, assemblées ou palais de justice — mais aussi leurs institutions culturelles — bibliothèques, universités ou musées — ou encore leurs institutions financières, comme les sièges de banques ou les bourses.

## Étymologie
L'origine du nom du Parthénon provient du mot grec παρθενών / parthenṓn, qui fait référence aux « appartements pour femmes célibataires » dans une maison et qui, dans le cas du Parthénon, semble avoir été utilisé au début uniquement pour une pièce particulière du temple. On ignore de quelle salle il s'agit et comment elle a reçu ce nom. Le lexique grec-anglais de Liddell–Scott–Jones indique que cette salle était la cella occidentale du Parthénon. J. B. Bury et Jamauri D. Green soutiennent que le Parthénon était la pièce dans laquelle le peplos était présenté à Athéna lors des Panathénées, robes tissées par l'arrephoroi, un groupe de quatre jeunes filles choisies pour servir Athéna chaque année. Christopher Pelling affirme qu'Athéna Parthénos aurait pu constituer un culte distinct d’Athéna, intimement lié à celui d’Athéna Polias, mais pas identique à celui-ci. Selon cette théorie, le nom du Parthénon signifierait « le temple de la déesse vierge » et ferait référence au culte d'Athéna Parthénos qui était associé au temple. L'épithète παρθένος / parthénos signifiait « jeune fille », mais aussi « femme vierge, célibataire », et était surtout utilisée pour Artémis, la déesse des animaux sauvages, de la chasse et de la végétation, et pour Athéna, déesse de la stratégie et la tactique, de l'artisanat et de la raison pratique. Il a également été suggéré que le nom du temple ferait allusion aux demoiselles (parthénoi), dont le sacrifice suprême garantissait la sécurité de la ville. Dans ce cas, la pièce originale appelée parthénon peut avoir été une partie du temple conventionnellement, mais peut-être incorrectement, connue sous le nom d'Érechthéion.
Le premier cas dans lequel le mot Parthénon désigne clairement l'ensemble du bâtiment se trouve dans les écrits du IVe siècle av. J.-C. Dans les comptes du Ve siècle av. J.-C., la structure s'appelle simplement ho naos (« le temple »). Les architectes Iktinos et Callicrates auraient appelé le bâtiment Hekatompedos (« le cent pied ») dans leur traité (perdu) sur l'architecture athénienne, au IVe siècle av. J.-C., et plus tard, le bâtiment fut appelé Hekatompedos ou le Hekatompedon ainsi que le Parthénon. Plutarque, écrivain du Ier siècle, le décrivait comme le bâtiment Hekatompedos Parthenon, le Parthénon des Hekatompédos.
Du fait que le Parthénon était dédié à la déesse grecque Athéna, il a parfois été appelé, en particulier au XIXe siècle, temple de Minerve, nom romain d’Athéna.

## Édification du bâtiment

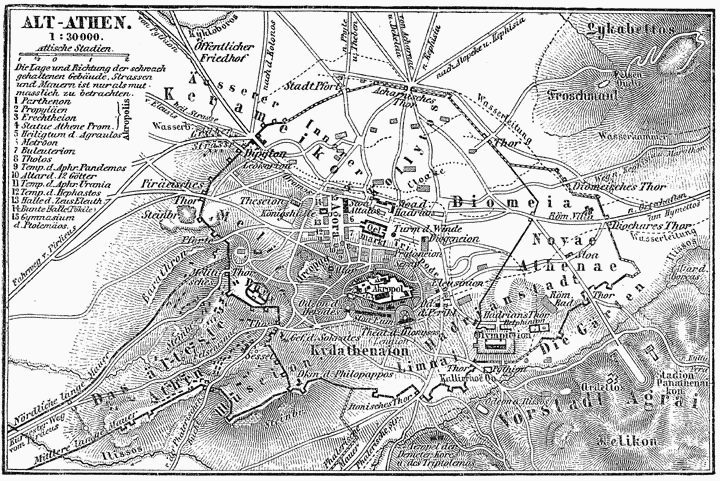
Carte de l’Athènes antique avec le Parthénon au centre.

Le Parthénon est érigé à l'instigation du stratège Périclès, entre 447 et 438 av. J.-C., date de sa dédicace, par les architectes Ictinos et Callicratès, Phidias, le maître d'œuvre, assumant aussi la supervision de l'ensemble des sculptures. Plus de 1 000 ouvriers auraient travaillé sur le chantier qui nécessita 22 000 tonnes de marbre extrait du mont Pentélique, à 17 km de l'acropole (et 700 m d'altitude). Les blocs circulaient certainement du côté sud du rocher et montaient par le flanc ouest, le plus pratique, mais avec encore une pente à 30 degrés. Le chantier devait composer avec les lieux sacrés sur le plateau. Il est donc probable que les sculpteurs fussent installés à l'extrémité est du rocher et les tailleurs de pierre du côté ouest, devant le futur bâtiment. Il fallut cependant certainement dégager de la place, en disposant des offrandes qui s'étaient à nouveau accumulées. Les travaux de gros œuvre commencèrent en 447-446 av. J.-C. ; les colonnes furent érigées à partir de 442-441 av. J.-C. ; les portes furent terminées en 440-439 av. J.-C. ; la statue chryséléphantine fut installée en 438 av. J.-C. Les derniers comptes relatifs aux travaux évoquent un paiement, pour les sculpteurs des frontons, en 434-433 av. J.-C. Il est donc probable que le Parthénon fût terminé l'année suivante, en 432 av. J.-C.,.
Le Parthénon est construit sur l'emplacement de deux édifices successivement détruits. Le premier est un temple périptère et hexastyle en pōros, souvent qualifié d’Urparthenon (« Parthénon primitif ») ou d’Arkitektur H, probablement bâti au début du VIe siècle av. J.-C. et consacré vers 566-565 av. J.-C., lors de l'institution des Grandes Panathénées par Pisistrate. Le second est ce que les archéologues appellent le « pré-Parthénon », dont le chantier commence probablement vers 500 av. J.-C., initialement en pōros. Après la bataille de Marathon, les dimensions du bâtiment sont revues à la baisse (33,68 × 72,31 mètres) et l'on décide d'employer le marbre du Pentélique. Les travaux sont suspendus pendant les guerres médiques, probablement sur décision de Thémistocle. L'édifice est détruit lors du sac de l'Acropole en 480 av. J.-C., par les Perses de Xerxès Ier, lors de la deuxième guerre médique.
On possède encore quelques-uns des comptes financiers du chantier. Le Parthénon, avec la statue d'Athéna et les Propylées, aurait coûté 2 000 talents, somme colossale, qui provenait en partie du trésor de la ligue de Délos. Plutarque rapporte dans sa Vie de Périclès que celui-ci proposa de prendre à sa charge les dépenses, pourvu qu'on inscrivît son nom sur le monument. L'anecdote témoigne des résistances rencontrées à l'époque face à ce projet pharaonique, y compris parmi les alliés d'Athènes. Théophraste indique que les poutres du Parthénon étaient faites en bois de cyprès, soulignant au passage la qualité de conservation du bois et de son essence.

## Données architecturales

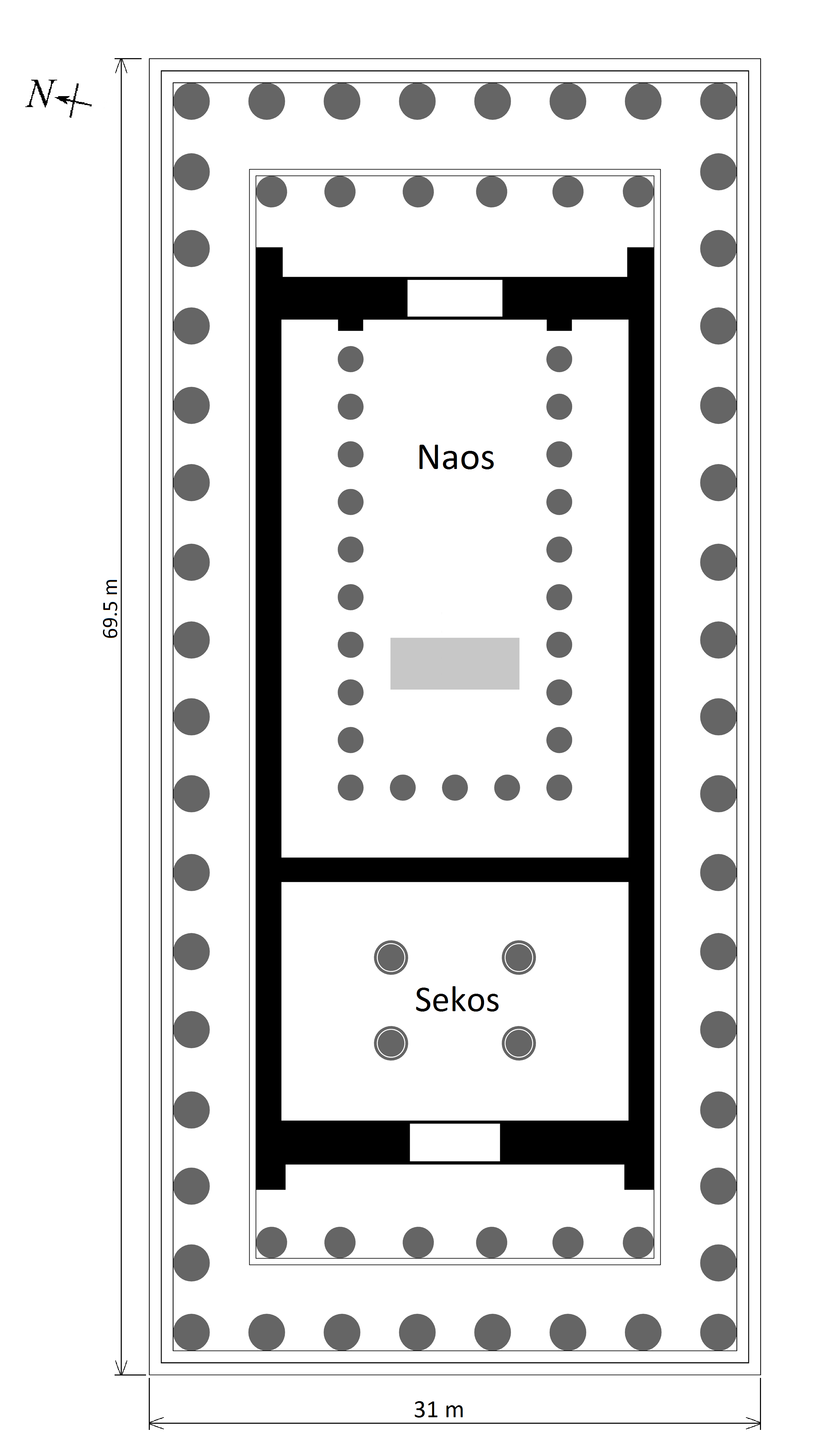
Plan du Parthénon.

Le Parthénon est un bâtiment dorique, périptère, et octostyle, construit sur une crépis à trois degrés de 0,55 m chacun. Le dernier degré sur lequel reposent les colonnes doriques est le stylobate tandis que le stéréobate est réalisé en pôros, variété de tuf tendre. Le bâtiment de 10 mètres de haut mesure 69,51 mètres sur 30,88 mètres, dimensions qui ne peuvent être comparées qu'à celles de grands temples ioniques, comme l’Héraion de Samos, les temples romains de Baalbeck ou l'Artémision d'Éphèse, qui dépassent la centaine de mètres.
Bien que le nombre d'or ait pu être remarqué dans les rapports de certaines longueurs, il existe un autre rapport qui est de 4/9. En effet, lorsqu'on divise la largeur de l'édifice par sa longueur, le résultat est de l'ordre de 4/9 : on retrouve ce rapport entre la largeur des colonnes et la distance qui les sépare, ainsi qu'entre la hauteur de la façade et sa largeur.
La façade principale ouvre à l'est, ce qui n'est pas habituel dans les temples doriques. Elle dispose d'un escalier avec des marches deux fois moins hautes que les degrés du crépis.
La colonnade extérieure (péristasis) est octostyle et non hexastyle, comme c'est l'usage à l'époque. Elle est dessinée selon un plan rigoureusement dorique et compte 46 colonnes, chacune composée de 10 à 12 tambours de 20 cannelures chacun. Le conflit d'angle propre aux édifices d'ordre dorique est ici résolu par la réduction du dernier entrecolonnement.
Le sékos (partie fermée de l'édifice) est surélevé de deux degrés. Il est amphiprostyle, c'est-à-dire que sa colonnade est limitée aux petits côtés, et hexastyle (6 colonnes ioniques plus hautes et plus étroites d'un tiers que les colonnes doriques). Sa nef centrale a une portée de onze mètres, encore jamais atteinte à l'époque ; ses étroites nefs latérales sont éclairées par deux fenêtres (9,75 × 4,20 m) de part et d’autre de la porte d’entrée, qui éclaire l’espace central. Le naos, large de 9,815 m, est entouré d'une colonnade faisant un retour derrière la statue.
L'édifice est aménagé de manière à mettre en valeur la statue de Phidias : la péristasis (espace de la colonnade extérieure), le pronaos (vestibule d'entrée dans le naos) et l'opisthodome (symétrique, à l'arrière du pronaos) sont fortement réduits pour ménager de la place. L'opisthodome ouvre sur une quatrième pièce assez rare dans les monuments grecs de l'époque classique : l’oikostôn parthenôn, lieu de réunion des jeunes filles chargées du service d’Athéna et qui donne son nom à l'édifice.
Le Parthénon est construit en marbre du Pentélique. Son toit était couvert de 8 480 tuiles plates de marbre de 50 kg chacune, agrémentées d'antéfixes en palmettes polychromes et figurant des têtes de lions aux angles, qui faisaient office de gargouilles.

### Corrections optiques

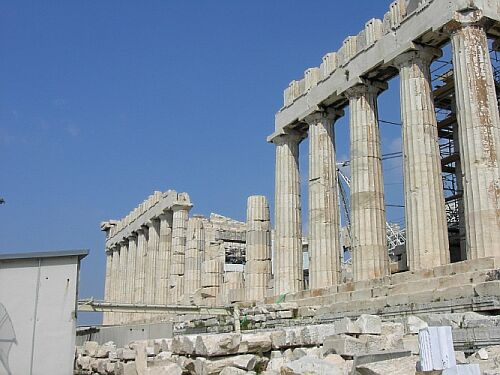
Façade sud.

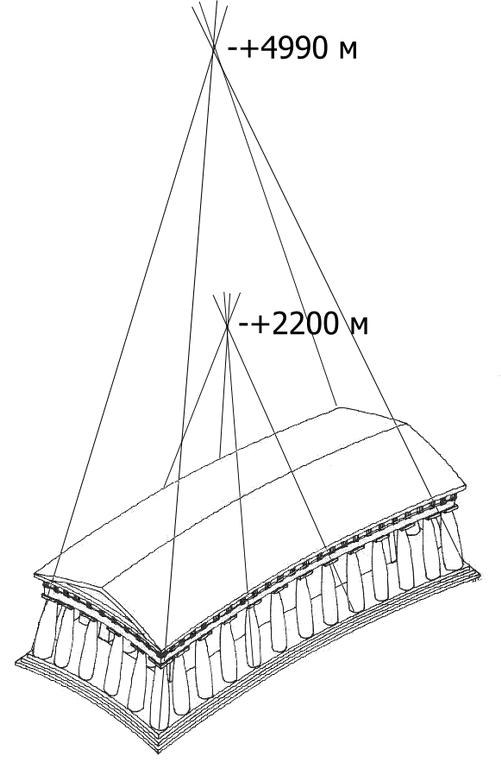
Diagramme montrant les courbures (exagérées) du bâtiment.

Un système de correction optique très précis permettait de donner l'illusion d'une verticalité et d'une horizontalité parfaites alors que les marches du stylobate convexe sont incurvées, le centre étant situé à 6,75 cm (stylobate des faces) ou 11 cm (stylobate des côtés) au-dessus des extrémités ; les architraves sont incurvées aussi, celles de la longueur ayant une convexité de 12 cm. En outre, les colonnes ne sont pas parallèles, mais leurs axes verticaux se rencontrent en un point de fuite situé à environ 5 km d'altitude (ce qui se perçoit d'autant plus que la colonne est loin du centre de l'édifice). Enfin, les colonnes elles-mêmes sont modifiées pour ces raisons optiques : les colonnes d'angles sont plus épaisses pour éviter de paraître trop minces si elles se détachaient sur le vide et ont une inclinaison diagonale accrue (10 cm) de manière à prévenir les poussées plus fortes qui s'exercent sur elles. Technique courante, toutes les colonnes sont renflées de 4 cm au tiers de leur hauteur en partant du pied (c'est ce qu'on appelle l'entasis), l'œil ayant tendance à voir à cet endroit un étranglement. Le rayon de courbure des renflements dépassant 1,5 km, il semblerait que, pour fabriquer les tambours d'une même colonne, les ouvriers aient utilisé un modèle réduit « saucissonné » de cette colonne, de même largeur, mais n'ayant que le seizième de la hauteur réelle. De même, toujours dans ce souci d'atteindre la perfection visuelle, aucun des blocs de marbre constituant les murs n'était rigoureusement parallélépipédique. Tout cela permet d'expliquer en partie la durée et le coût des travaux de réfection actuels : il est absolument impossible d'intervertir deux constituants de l'édifice sous peine de voir son esthétique et sa stabilité en pâtir.
Néanmoins, on ne sait toujours pas comment les bâtisseurs du siècle de Périclès ont pu achever cette construction en moins de neuf ans avec des outils beaucoup plus rustiques que les nôtres. Actuellement, on pense qu'ils utilisaient des procédures standardisées permettant une construction modulaire : l'architecte choisit les dimensions de l'ensemble et du détail en fonction d'une unité, le module de construction (en l'occurrence la largeur du triglyphe du Parthénon, sa largeur faisant 36 modules, sa longueur 81, ses colonnes 16 et l'entrecolonnement 5 modules), de façon à obtenir en plan et en élévation l'eurythmie.

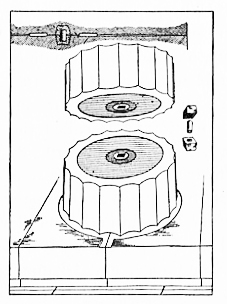
Système à empolia et poloi.

Outre l'aspect esthétique recherché, ces corrections visuelles apportent des avantages techniques : elles facilitent l'écoulement des eaux par la courbure du sol et renforcent la structure de l'ensemble par l'élargissement des colonnes d'angle. Cependant, elles rendent plus délicats non seulement la taille des blocs de pierre, mais aussi leur empilement et tout le travail de jointoiement :
- pour le montage d'une colonne, il fallait être capable de déposer en douceur un tambour de plus d'une tonne suspendu au-dessus de celui qui allait le supporter, tout en ayant la possibilité de le déplacer facilement pour l'ajuster à la perfection ; pour cela, on encastrait les deux parties d'une broche métallique (en fer malléable ou en bronze) scellée avec du plomb fondu et d'une clavette en bois de cèdre dans deux demi-cubes en bois de cyprès (système à empolia et poloi) ménagés au centre de chacune des deux faces à mettre en contact pour maintenir deux tambours de colonne. On en avait retrouvé un certain nombre (la partie « mâle » dans l'une et la partie « femelle » dans l'autre), le guidage et le positionnement recherchés s'effectuant au cours de l'emboîtement progressif jusqu'au blocage final ;
- après l'analyse d'une fissure qui traversait deux blocs jointés, on a mis en évidence des joints plus fins qu'un cheveu et d'une résistance telle que les deux éléments se sont comportés comme un seul bloc lors d'un tremblement de terre… De plus, selon un modèle de l'époque, on a pu reconstituer une meule métallique qui se manie à deux, qui porte des sortes d'entonnoirs sur le dessus (dans lesquels on verse du sable fin) et qui permet de poncer les faces d'un bloc de marbre sur une épaisseur de l'ordre du vingtième de millimètre.

## Décor du Parthénon

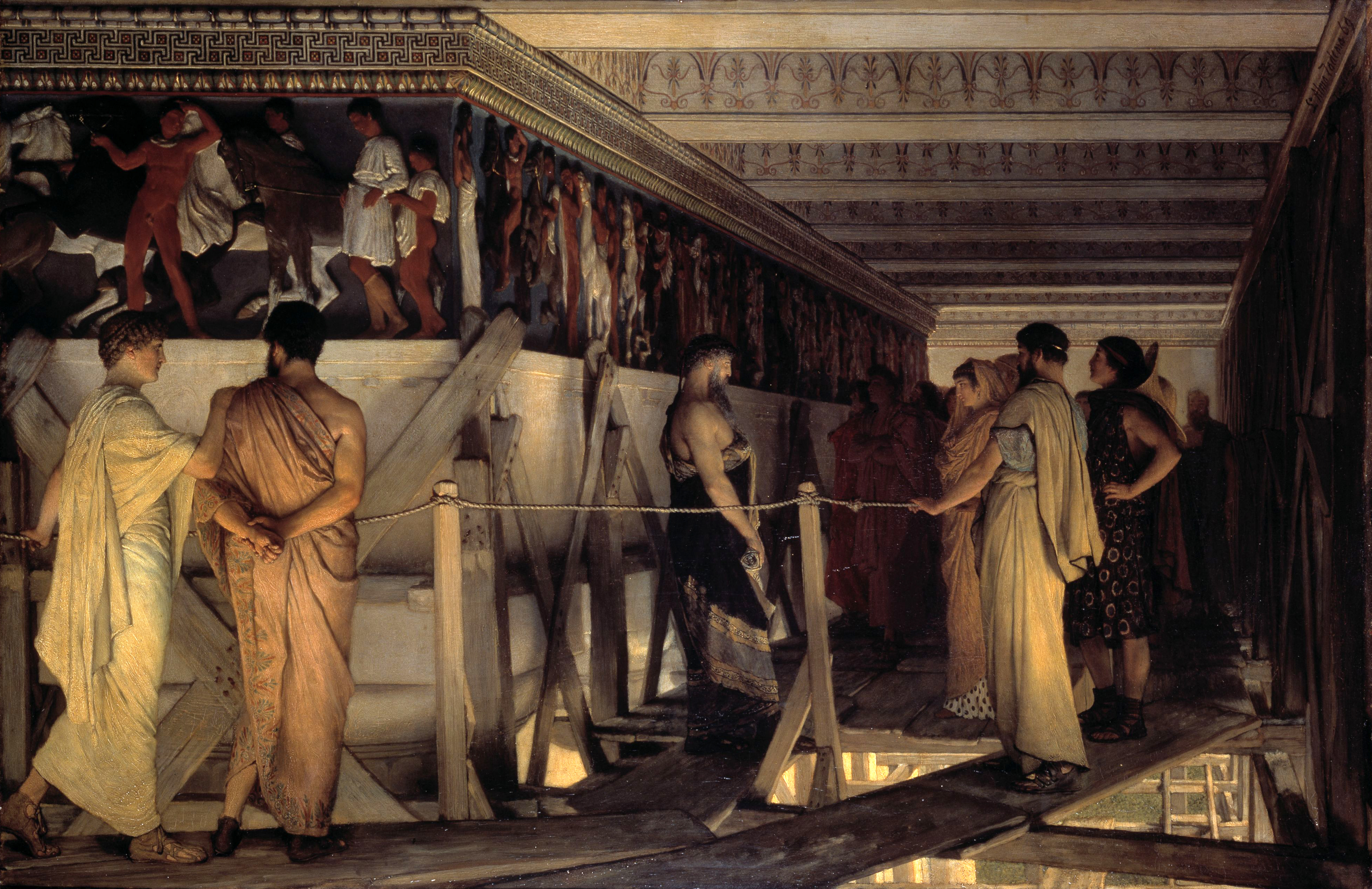
Phidias montre à ses amis la frise ionique du Parthénon, par Lawrence Alma-Tadema (1868). Socrate et Alcibiade sont à gauche du tableau.

À l'origine, le Parthénon avait un riche décor de marbre peint, tant à l'extérieur qu'à l'intérieur du bâtiment.
Le Parthénon est un bâtiment dorique périptère octostyle, avec des traits architecturaux ioniques. Il abritait la statue chryséléphantine d'Athéna Parthénos sculptée par Phidias et consacrée en -439/-438.
Il a été consacré à Athéna à cette date, même si sa construction s'est poursuivie jusqu'en -432, presque au début de la guerre du Péloponnèse. Le décor sculpté des métopes doriques de la frise surmontant le péristyle extérieur et de la frise ionique située sur la partie supérieure des murs de la cella a été achevée en -438.
La richesse du décor sculpté de la frise et des métopes du Parthénon est en accord avec sa fonction de trésor. Dans l'opisthodome, situé à l'arrière de la cella, étaient gardées les contributions financières de la Ligue de Délos, dirigée par Athènes. Le décor en pierre était, à l'origine, très colorée.

### Frontons
Le voyageur Pausanias, lors de sa visite à l'Acropole, à la fin du IIe siècle de notre ère, évoque brièvement les sculptures des frontons du bâtiment, réservant l'essentiel de sa description à la statue d'or et d'ivoire de la déesse. Les deux frontons sont actuellement très mutilés.

#### Fronton est

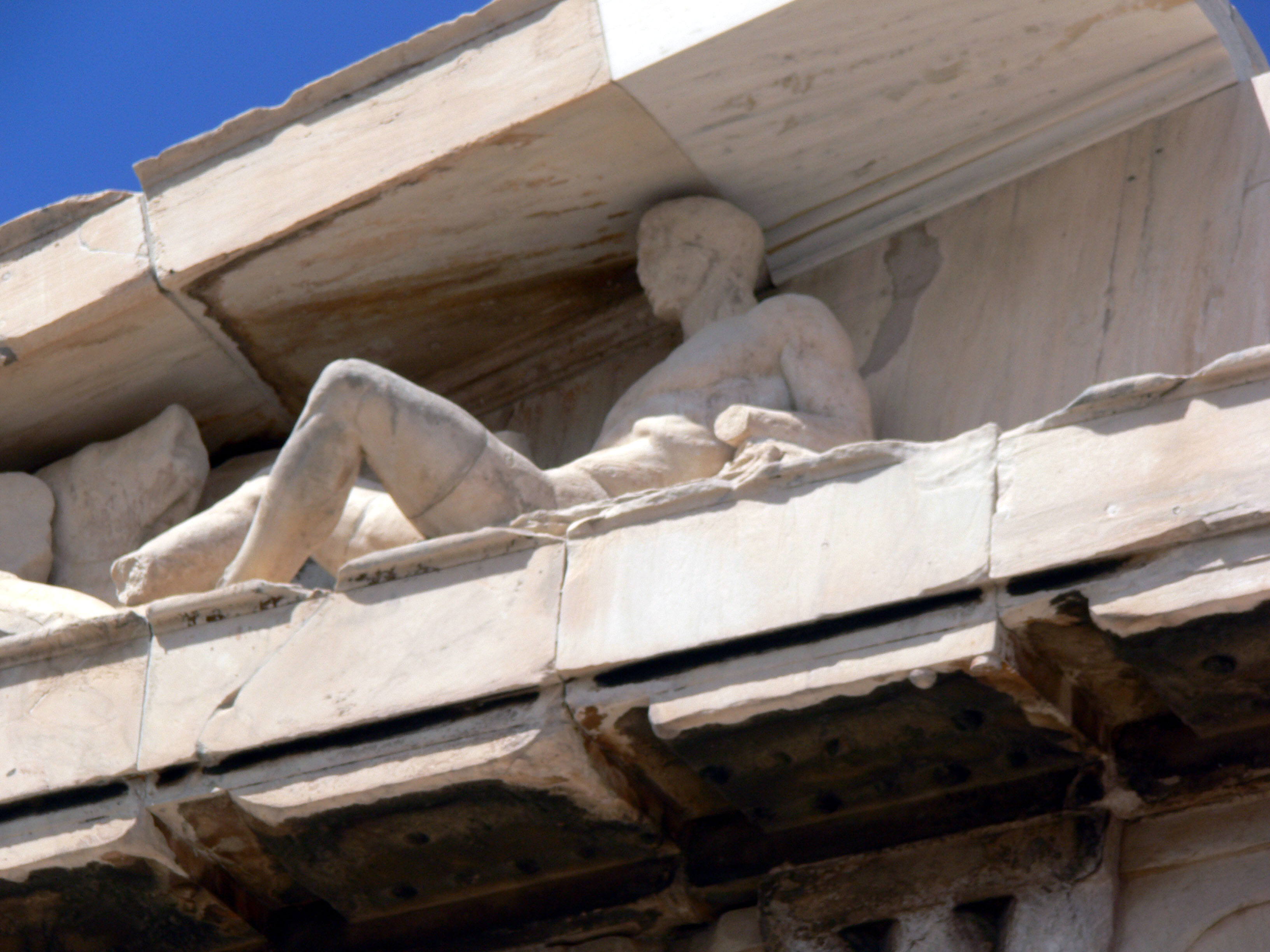
Fronton est du Parthénon.

Le fronton est de l'édifice dépeint l'épisode de la naissance d'Athéna, sortie toute armée du crâne de Zeus, son père. Selon la mythologie grecque, Athéna est la fille de Zeus et de Métis : celle-ci était enceinte, et sur le point de donner le jour à une fille, lorsque Zeus l'avala. Il le fit sur le conseil d'Ouranos et de Gaïa, qui lui révélèrent que si Métis avait une fille, elle aurait ensuite un garçon qui enlèverait à Zeus l'empire du ciel. Quand le temps de la délivrance fut venu, il éprouva un terrible mal de tête pour lequel il sollicita l'aide d'Héphaïstos, dieu du feu et de la forge. Pour soulager sa douleur, Zeus ordonna à Héphaïstos de lui fendre la tête d'un coup de hache. Ainsi fut fait, et de la tête de Zeus sauta la déesse Athéna toute armée : en s'élançant, elle poussa un cri de guerre dont retentirent le ciel et la terre. La scène sculpturale représente le moment de la naissance d'Athéna.
Les pièces du centre du fronton ont été détruites pour faire place à une croix lorsque le bâtiment fut transformé en église, probablement au Ve siècle, donc bien avant même que Jacques Carrey eût exécuté ses précieux dessins de 1674, de sorte que toutes les reconstructions ne sont que conjectures. Les principaux dieux olympiens se tenaient, selon toute vraisemblance, auprès de Zeus et Athéna pour assister au merveilleux événement, avec Héphaïstos et Héra probablement à leurs côtés. Les dessins de Carrey sont déterminants pour la reconstitution des côtés de la scène.
Actuellement la majeure partie du fronton est exposé au British Museum à Londres.
Les éléments visibles à Londres représentent respectivement, à l'angle gauche Helios qui émerge avec son char et marquait l'apparition du jour, Dionysos, Déméter et Perséphone, Iris.
Sur la partie droite, Hestia, Dioné, sa fille Aphrodite, dans l'angle droit, la tête d'un des chevaux du char de Séléné qui disparaît à l'horizon (deux autres chevaux ainsi que le torse de Séléné sont conservés au Musée de l'Acropole d'Athènes.).
Sur le fronton, le temps est représenté dans les deux coins par les chariots des frères et sœurs Hélios et Séléné, le premier étant la personnification du soleil ; le chariot émerge du coin gauche, alors que celui de Séléné qui, elle, est une déesse de la Lune, disparaît à l'horizon dans le coin droit.
|  |  |  |

#### Fronton ouest
Le fronton ouest, face aux Propylées, dépeint la querelle entre Athéna et Poséidon pour l'honneur de l'attribution de la ville (voir aussi : Athènes). Athéna et Poséidon figurent au centre de la composition, opposés en diagonale, la déesse tenant l'olivier et le dieu de la mer brandissant son trident pour fendre la terre. À leurs côtés se tiennent deux groupes de chevaux attelés à des chars et toute une foule de personnages légendaires de la mythologie athénienne qui emplit l'espace jusqu'aux extrémités du fronton.
Les travaux sur les frontons se sont échelonnés de -438 à -432, et les sculptures des frontons du Parthénon figurent parmi les plus beaux exemples de l'art grec classique. Les figures sont sculptées dans un mouvement naturel, avec des corps pleins d'énergie qui jaillissent des minces vêtements. La distinction entre les dieux et les humains est floue dans cette composition où se mêlent idéalisme et naturalisme.

### Frises

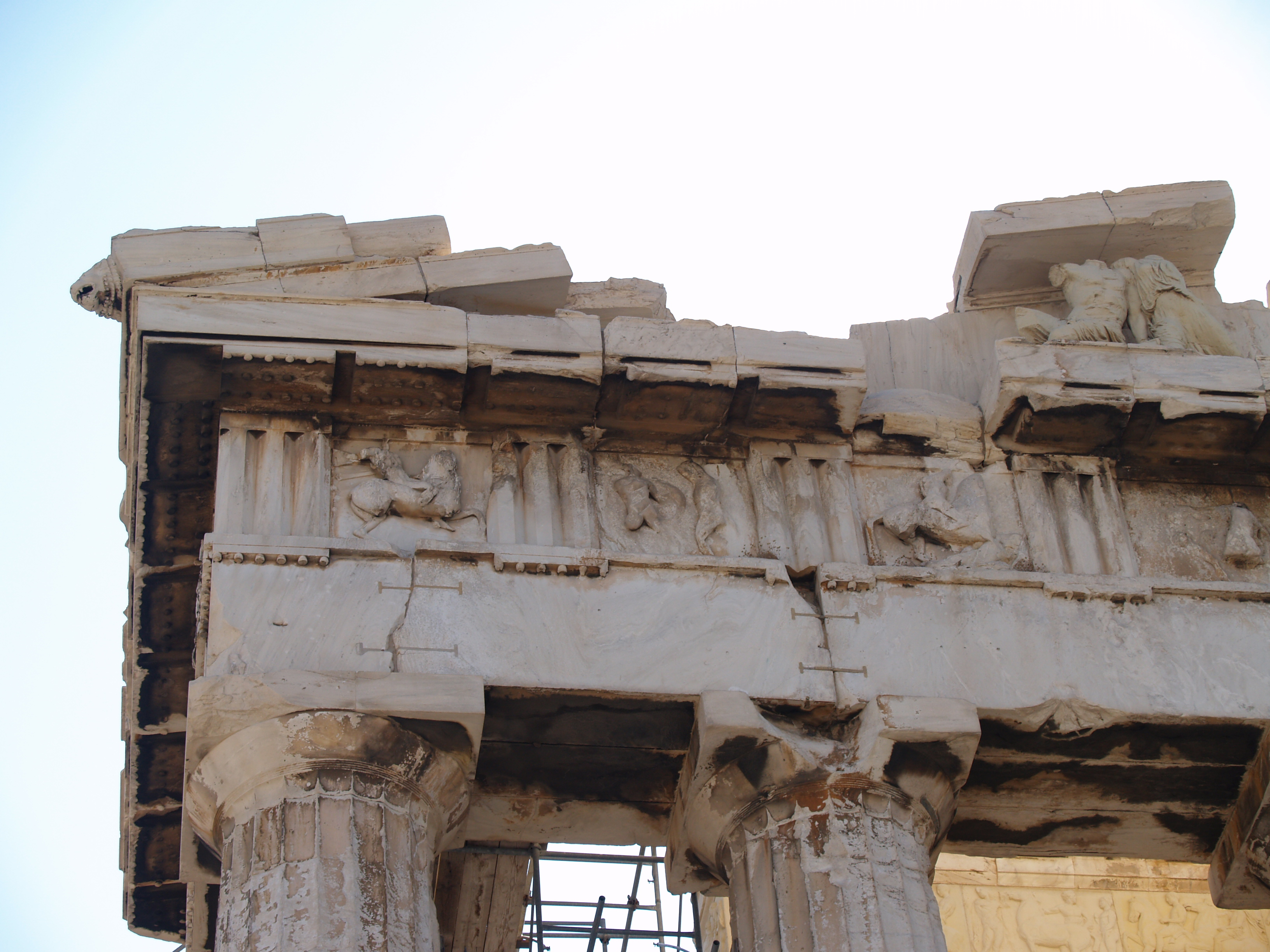
Détail de l'angle NW du Parthénon. Au-dessus des colonnes : la frise dorique, avec alternance de métopes et triglyphes. En arrière de la colonnade : la frise ionique qui entoure le naos, dite « frise des Panathénées ».

#### Frise dorique: métopes et triglyphes
La frise dorique extérieure est faite de triglyphes (trois bandes verticales) alternant avec des métopes (parties plates) sur lesquelles sont sculptées des scènes traditionnelles :
- est : Gigantomachie: 14 métopes ;
- sud : Centauromachie: 32 métopes ;
- ouest : Amazonomachie: 14 métopes ;
- nord : Ilioupersis : scène du sac de Troie: 32 métopes, dont trois seulement sont conservées.

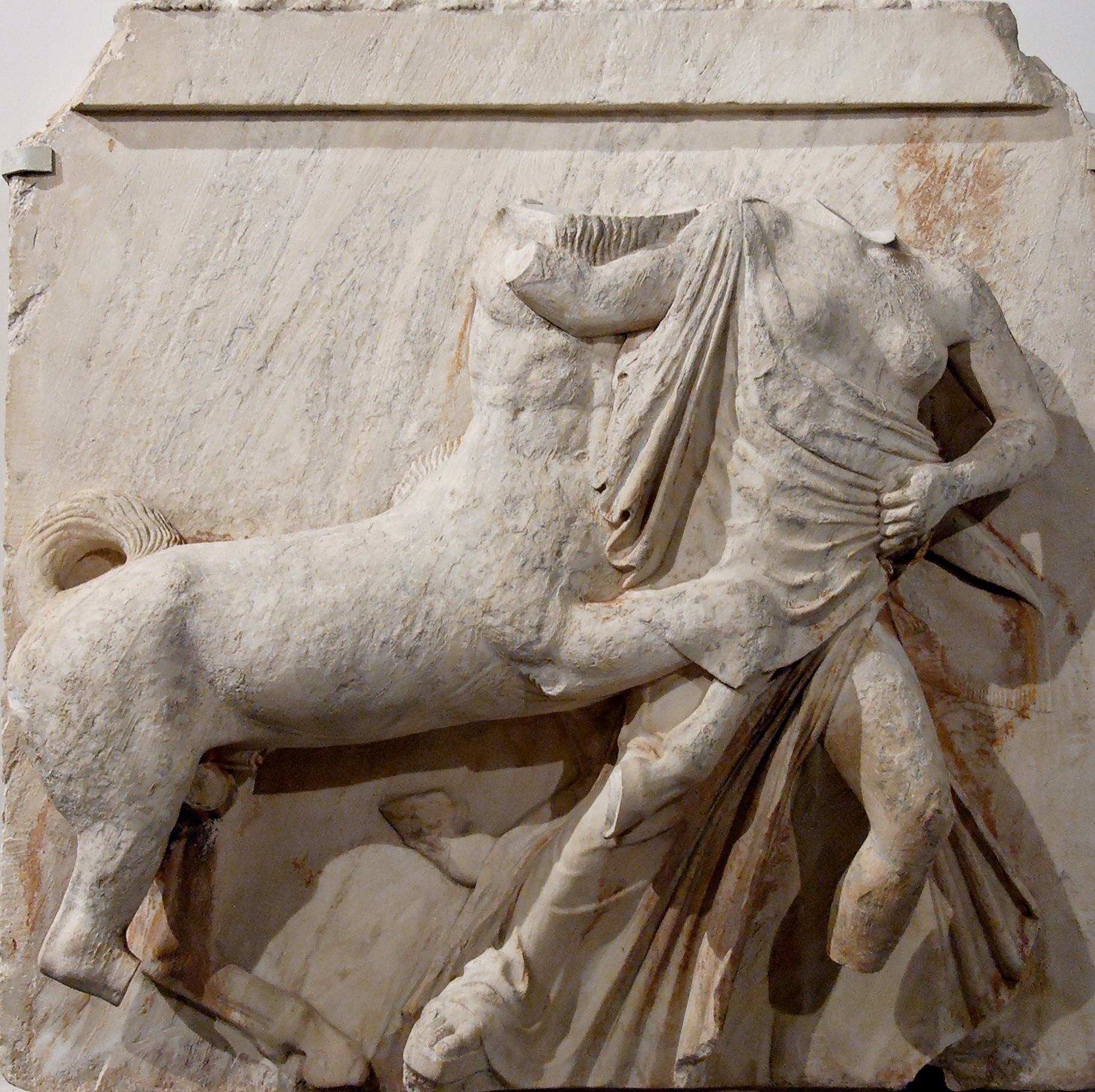
Combat des Lapithes et des Centaures, musée du Louvre.

Les quatre-vingt-douze métopes du Parthénon ont été sculptées en haut-relief, une pratique jusqu'alors réservée aux trésors (bâtiments utilisés pour conserver les offrandes aux dieux). Selon les archives de la construction du Parthénon, les sculptures des métopes datent des années -446 à -440. Leur conception est attribuée au sculpteur Calamis. Chacune des faces est conçue autour d'un thème.
Les métopes conservent des traits du style sévère dans les visages et dans la limitation aux contours des détails corporels, sans indication des muscles, mais avec des veines saillantes bien visibles sur les personnages de la Centauromachie. Quelques-unes de ces métopes sont encore en place sur le bâtiment, mais elles sont gravement endommagées. Certaines d'entre elles sont conservées au musée de l'Acropole, d'autres sont au British Museum et l'une d'entre elles peut être vue au musée du Louvre.

##### Métopes sous le fronton est
Les métopes du côté est du Parthénon, au-dessus de l'entrée principale, décrivent une Gigantomachie (bataille mythique entre les dieux de l'Olympe et les Géants). Zeus (no 8) figure au centre, suivi de son frère Poséidon (no 6) jetant l'île de Nisyros sur un géant vaincu. La victoire des dieux est célébrée par le Soleil qui émerge de la nuit avec son char (no 14), inaugurant une nouvelle ère. Ces métopes du côté est sont en très mauvais état et l'interprétation de leurs figures demeure très conjecturale.

##### Métopes du côté sud

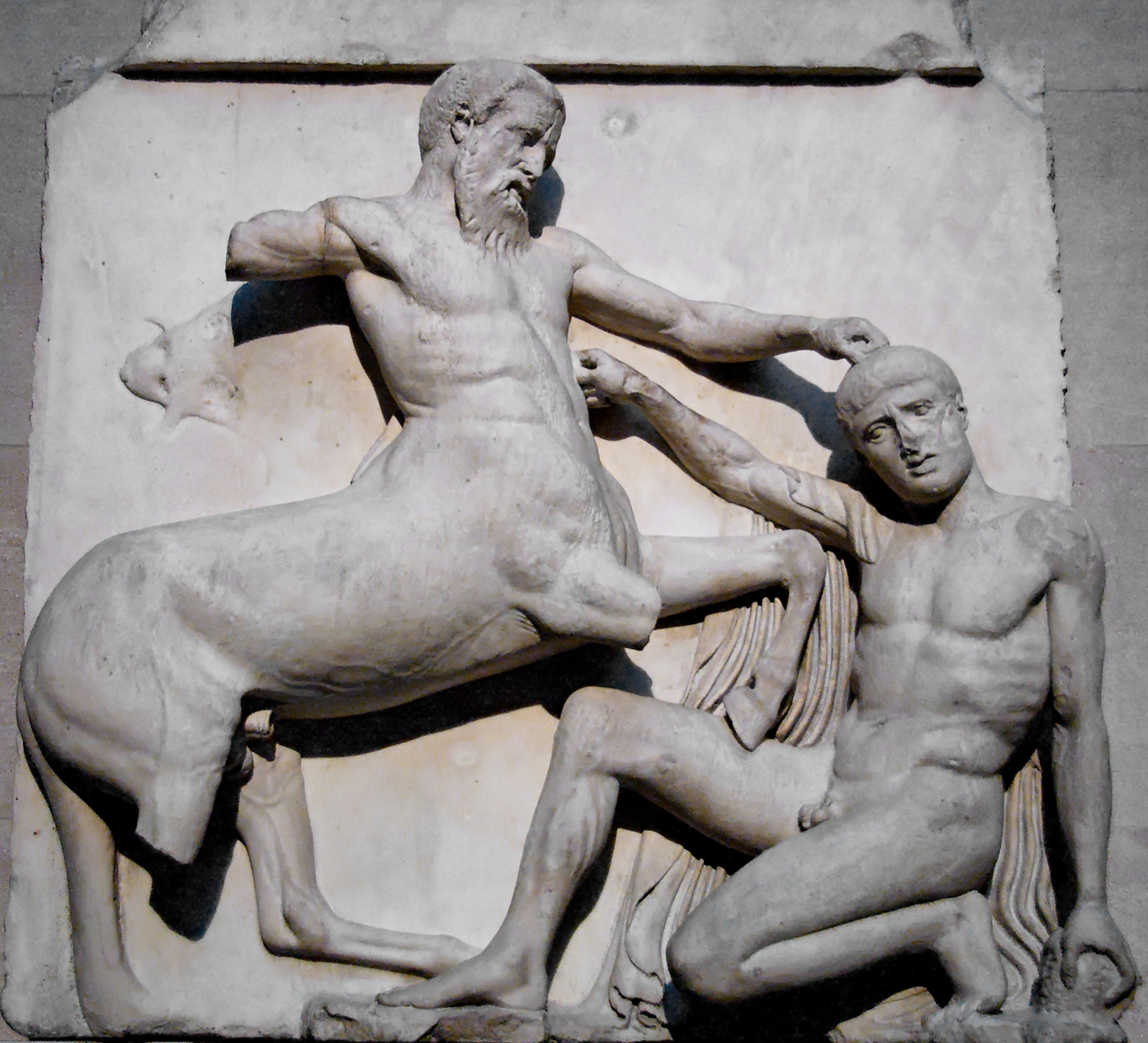
Centaure combattant un Lapithe, métope sud no XXX, British Museum.

Les métopes du côté sud (I-XII et XXI-XXXVII), à l'exception des problématiques métopes XIII-XX aujourd'hui perdues, montrent la Centauromachie ou combat des Lapithes et des Centaures (combat mythique des Lapithes aidés par Thésée contre les Centaures, mi-hommes, mi-chevaux, en Thessalie). Les Centaures sont figurés avec des traits rappelant ceux des masques de théâtre ; ils sont vêtus de peaux d'animaux et sont armés de branches d'arbres. Les Lapithes sont figurés nus ou vêtus de la chlamyde ; ils portent des épées et des boucliers, avec des éléments métalliques véritables qui se trouvaient insérés dans la pierre. On distingue aussi des hydries, qui semblent indiquer une bataille se déroulant à l'intérieur de bâtiments. Contrairement à ce qu'on attendrait d'un point de vue moral, ce sont les Centaures qui semblent l'emporter sur les Lapithes, du moins à cette phase de la bataille.
Le bombardement vénitien de 1687 a gravement endommagé nombre de métopes du côté sud, surtout au centre du mur. Les métopes détruites ne nous sont connues que par les dessins attribués à Jacques Carrey (1674) et par quelques fragments parvenus jusqu'à nous. On ne peut déterminer avec certitudes ce qu'elles représentaient, probablement des scènes de mythes attiques, à mettre en rapport avec la Centauromachie déjà mentionnée.

##### Métopes sous le fronton ouest
Les métopes de l'ouest montrent le combat contre les Amazones (combat consécutif à l'invasion légendaire d'Athènes par les Amazones en habits perses, en référence aux guerres médiques).

##### Métopes du côté nord
Du côté nord du Parthénon, les métopes sont mal conservées, mais elles semblent avoir pour thème le sac de Troie.

#### Frise ionique
Le naos (ou cella) est décoré, de façon inattendue, au-dessus de l'architrave dorique, d'une frise ionique en continu, que l'on nomme généralement « frise du Parthénon » ou « frise des Panathénées », car elle semble représenter la grande procession qui se déroulait au cours de cette fête.

##### Procession des Panathénées

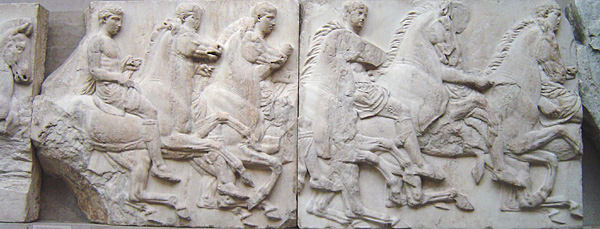
Frise ionique, British Museum.

De structure complexe, mesurant 160 m de long, comprenant 360 personnages, elle représente une procession comprenant hommes, héros éponymes des tribus grecques, dieux, chevaux d'une cavalcade et divers objets cultuels. De nombreux chars pour les apobatai (pluriel d'ἀποϐάτης / apobátês) sont aussi présents. Ce sont des guerriers en armes sautant en marche des chars pour y remonter après avoir couru à côté ; ces athlètes participaient à un concours et le meilleur d'entre eux recevait comme prix une amphore d'huile tirée des oliviers sacrés. Il est possible que cet exercice d'essence religieuse provienne du fait qu'Érichthonios passait pour l'inventeur du char.

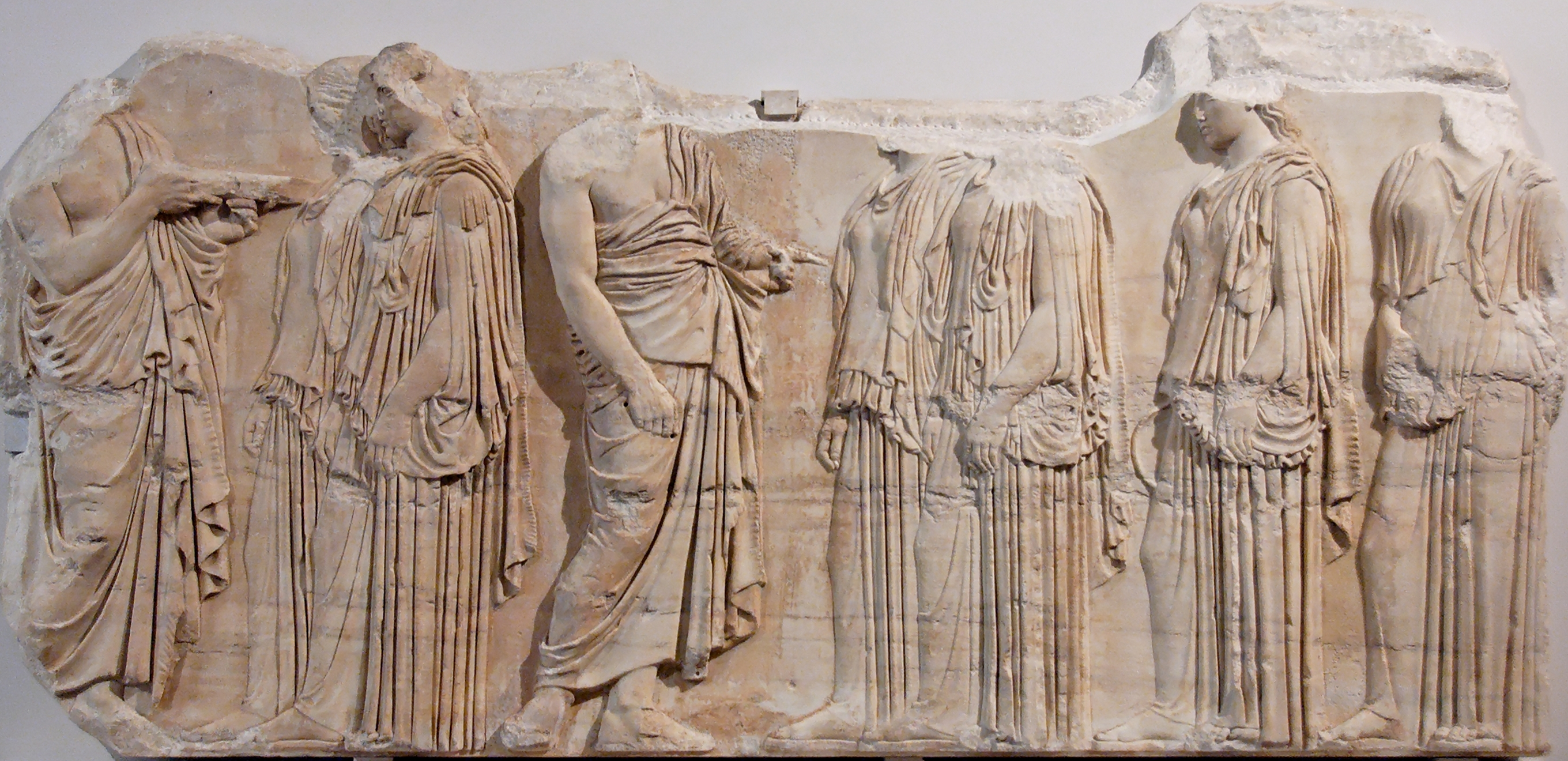
Plaque des Ergastines, fragment de la frise est, musée du Louvre.

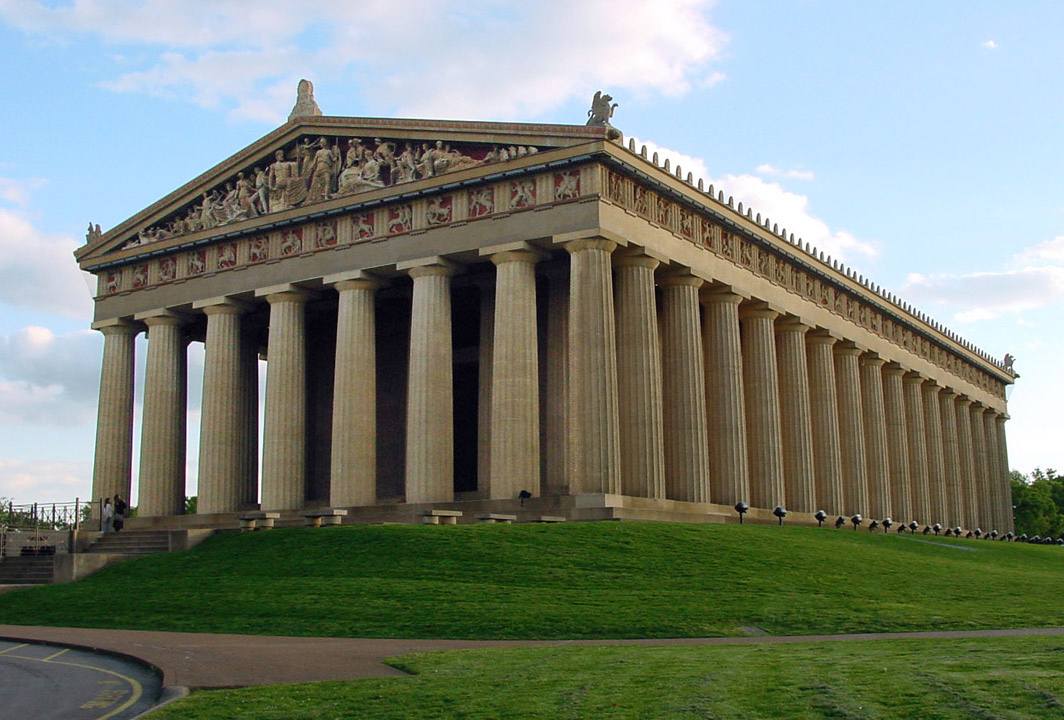
Une reconstitution grandeur nature du Parthénon, au parc du Centenaire (1897), à Nashville (États-Unis).

Parmi les mortels se trouvent peut-être — les exégètes ne s'accordent pas — les ἐργαστῖναι / ergastīnai, femmes chargées de tisser le péplos dont on habillait une statue de bois d'olivier d'Athéna Polias (Πολιάς / poliás, « protectrice de la cité », gardée dans l'ancien temple d'Athéna) pendant les Panathénées. Il est notable que des mortelles soient représentées : en effet c'est une des rares cérémonies auxquelles elles étaient conviées.

##### Interprétation de J. B. Connelly
L'archéologue américaine Joan Breton Connelly a proposé une interprétation, qui, en général, n'est pas acceptée, du sujet de cette frise.
Elle évoque une légende connue grâce aux bribes d'une pièce d'Euripide retrouvées sur un morceau de papyrus. Il s'agit de l'histoire d'Érechthée, l'un des premiers rois d'Athènes, qui dut repousser l'armée d'un rival, Eumolpe. Il consulte l'oracle de Delphes qui lui dit qu'il doit sacrifier l'une de ses filles, vierge, pour sauver la cité. Il va le faire et ainsi sauver son peuple.
Si l'on suppose que la frise représente cette légende :
- Le cortège des cavaliers devient alors l'armée d'Érechthée qui se rassemble pour célébrer la victoire.
- Dans la scène centrale, l'homme portant une robe de prêtre serait Érechthée. Le vêtement plié serait le vêtement funéraire que la jeune fille devra porter lors du sacrifice.
- Enfin, la femme se tenant à côté d'Érechthée serait son épouse, Praxithée, première prêtresse d'Athéna. Elle se tourne vers une autre de ses deux autres filles qui approche avec un linge ou un couteau de cérémonie sur le coussin qu'elle porte sur la tête.

Selon J.B. Connelly, cette proposition permet également d'expliquer la présence des dieux olympiens et la juxtaposition des éléments du sacrifice. Elle relève que de nombreux arguments alimentent cette interprétation, en particulier, le fait qu'Érechthée devait avoir son temple sur l'Acropole.

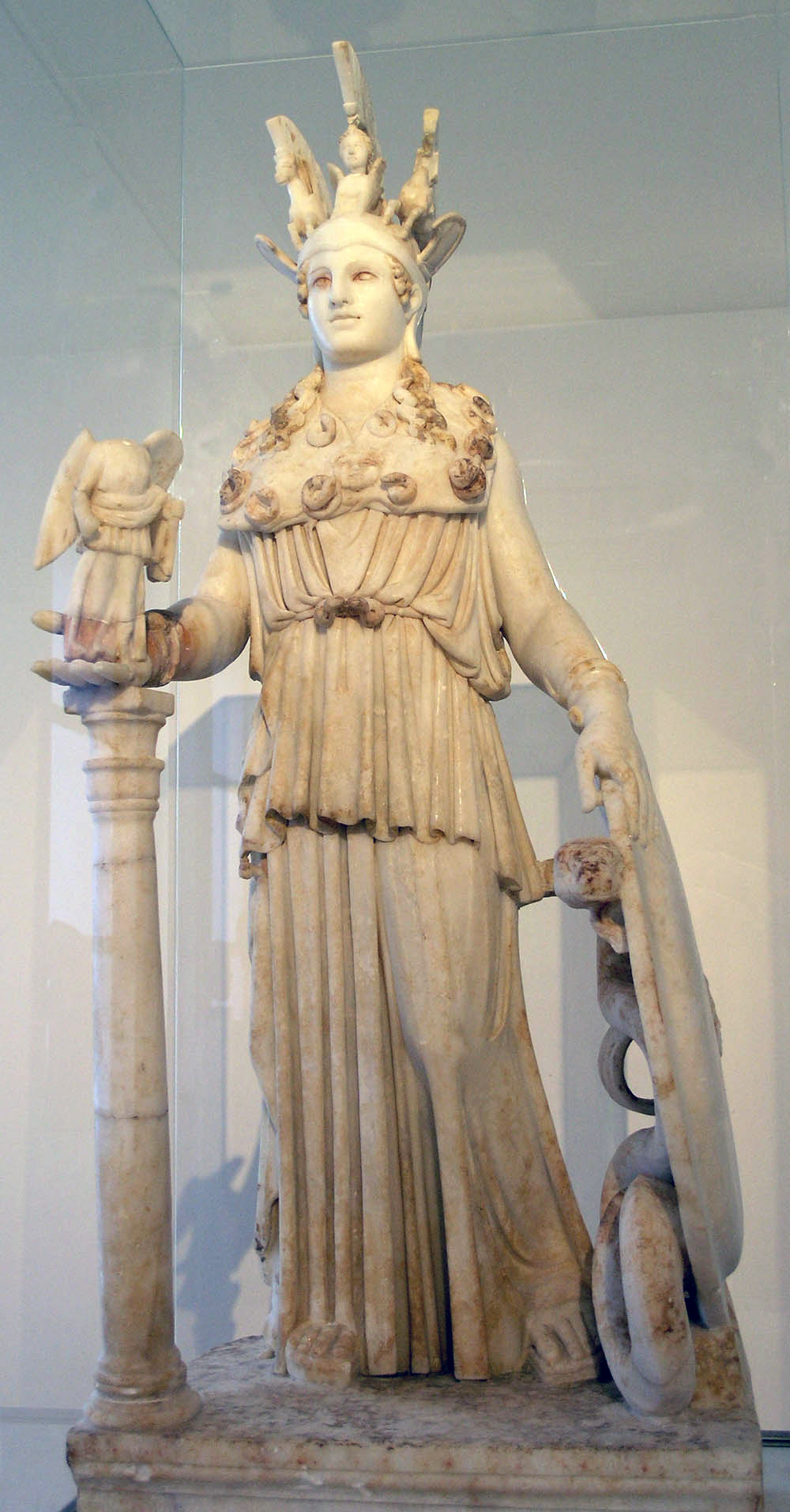
Copie antique de la statue chryséléphantine d'Athéna.

### Statue chryséléphantine d’Athéna Parthénos

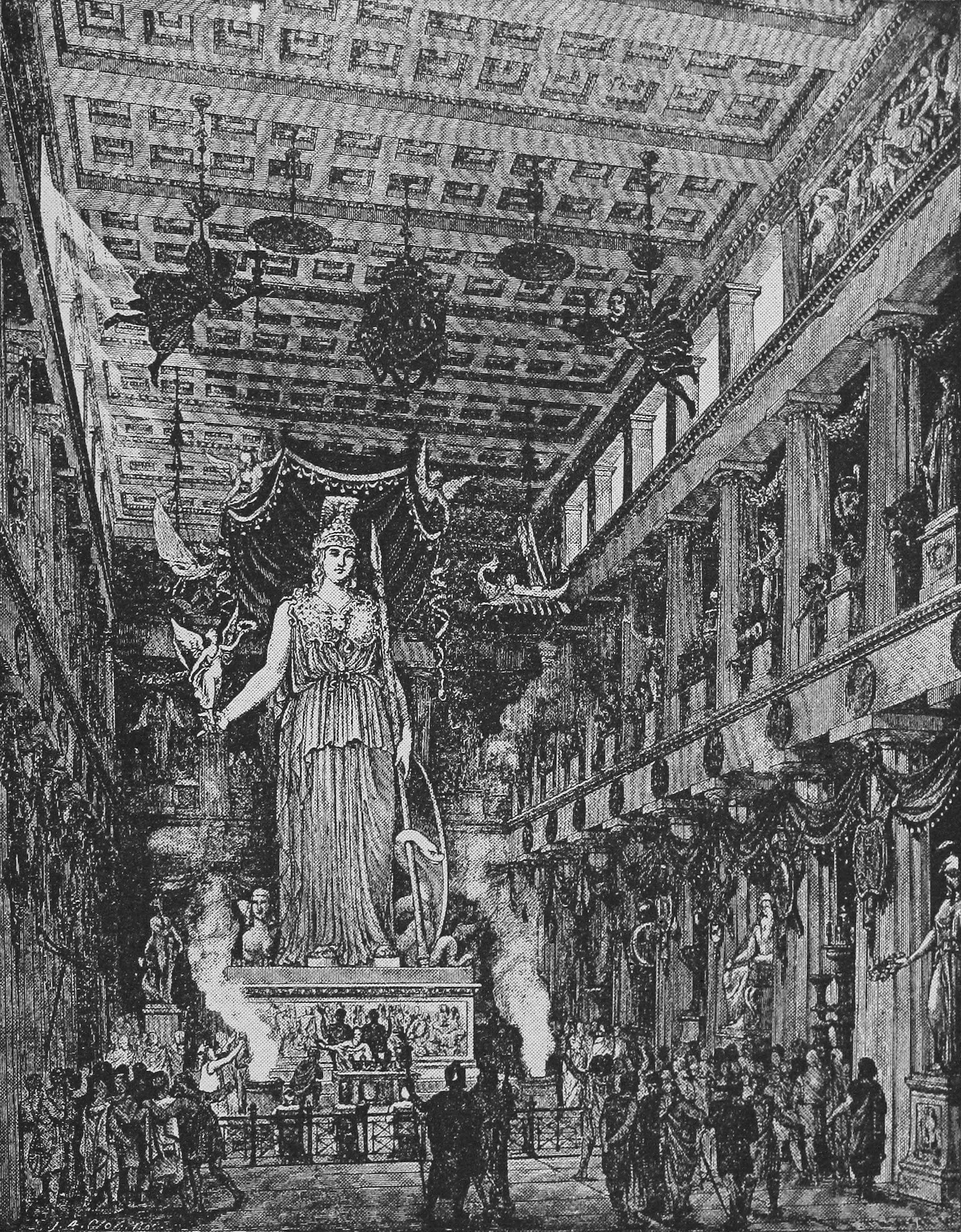
Représentation artistique de l'intérieur du Parthénon.

Les descriptions d'Athéna Parthénos parlent d'une statue chryséléphantine (d'or pour les draperies et d'ivoire pour les chairs), réalisée par Phidias à l'intérieur du Parthénon, de 12 m de hauteur (15 mètres avec sa base), composée d'une structure de bois sur laquelle étaient fixées des plaques d'ivoire et d'or. Ce matériau fragile et sujet à dessiccation était entretenu à l'aide d'une eau huilée qu'on laissait à disposition dans un bassin, au pied de la statue. La couche d'huile laissait une pellicule protectrice empêchant l'évaporation et donnant un lustre à l'ivoire.
Il existe plusieurs copies en marbre de cette statue : Athéna est figurée en armes, portant un casque et un bouclier orné d'une scène de combat contre les Amazones. Périclès et Phidias y auraient été inclus en tant que personnages, ce qui, pour l'époque, a pu passer pour scandaleux, l'art religieux devant rester anonyme et ne pas glorifier ses auteurs[réf. souhaitée].

## Fonction du Parthénon
Bien que le Parthénon reprenne le modèle architectural du temple grec et soit habituellement qualifié comme tel dès l'Antiquité (« naôs »), il n'est pas un temple au sens conventionnel du terme. Un petit autel a bien été découvert à l'intérieur du bâtiment, sur l'emplacement d'un temple plus ancien probablement consacré à Athéna Erganê, mais l'Athéna qui fait l'objet du culte principal sur l'Acropole, notamment lors de la célébration des Panathénées, est Athéna Polias, dont la statue cultuelle, un xoanon (statue en bois), est conservée dans l'ancien temple d'Athéna, qui était le véritable temple de l'Acropole.
La statue d'Athéna Parthénos qui occupe la salle principale à l'est n'est pas une statue de culte mais une offrande : elle n'a fait l'objet d'aucun rite connu. On ne connaît aucun témoignage de ferveur religieuse à son endroit. Aucune prêtresse n'y était attachée et on ne lui connaît aucun autel ou nom cultuel. Selon Thucydide, Périclès la mentionne comme une réserve d'or : « la statue comport[e] de l'or affiné pour un poids de quarante talents et celui-ci p[eut] entièrement s'enlever. » Il implique ainsi que le métal, obtenu par la fonte de monnaies contemporaines, peut être réutilisé sans risque d'impiété. En outre, le Parthénon devrait plutôt s'appeler Parthénion (de la même façon que l'Artémision est le temple d'Artémis, l'Héraion le temple d'Héra, etc.) s'il était le temple d'Athéna Parthénos[réf. nécessaire]. À l'origine, le terme de Parthénon ne désigne que la salle Ouest du bâtiment, qui contient les offrandes et les réserves de métal monnayé, auparavant conservées dans le Vieux Temple d'Athéna Polias. Il n'y a pas pour l'instant d'explication convaincante pour cette appellation.
Le Parthénon a été conçu comme le trésor destiné à accueillir la statue colossale d'Athéna Parthénos, œuvre de Phidias, et les réserves de métal monnayé d'Athènes et le trésor de la Ligue de Délos, initialement constitué pour financer la guerre en cas d'attaque perse, mais en partie utilisé par Périclès, stratège d'Athènes, pour construire le Parthénon lui-même et embellir la cité. Ce détournement sera d'ailleurs dénoncé par les autres cités-États membres de la ligue de Délos. Le Parthénon est donc du point de vue de sa fonction comparable aux bâtiments votifs de Delphes (le Trésor des Athéniens par exemple), d'Olympie ou de Délos.

## Histoire du Parthénon jusqu'auXIXesiècle

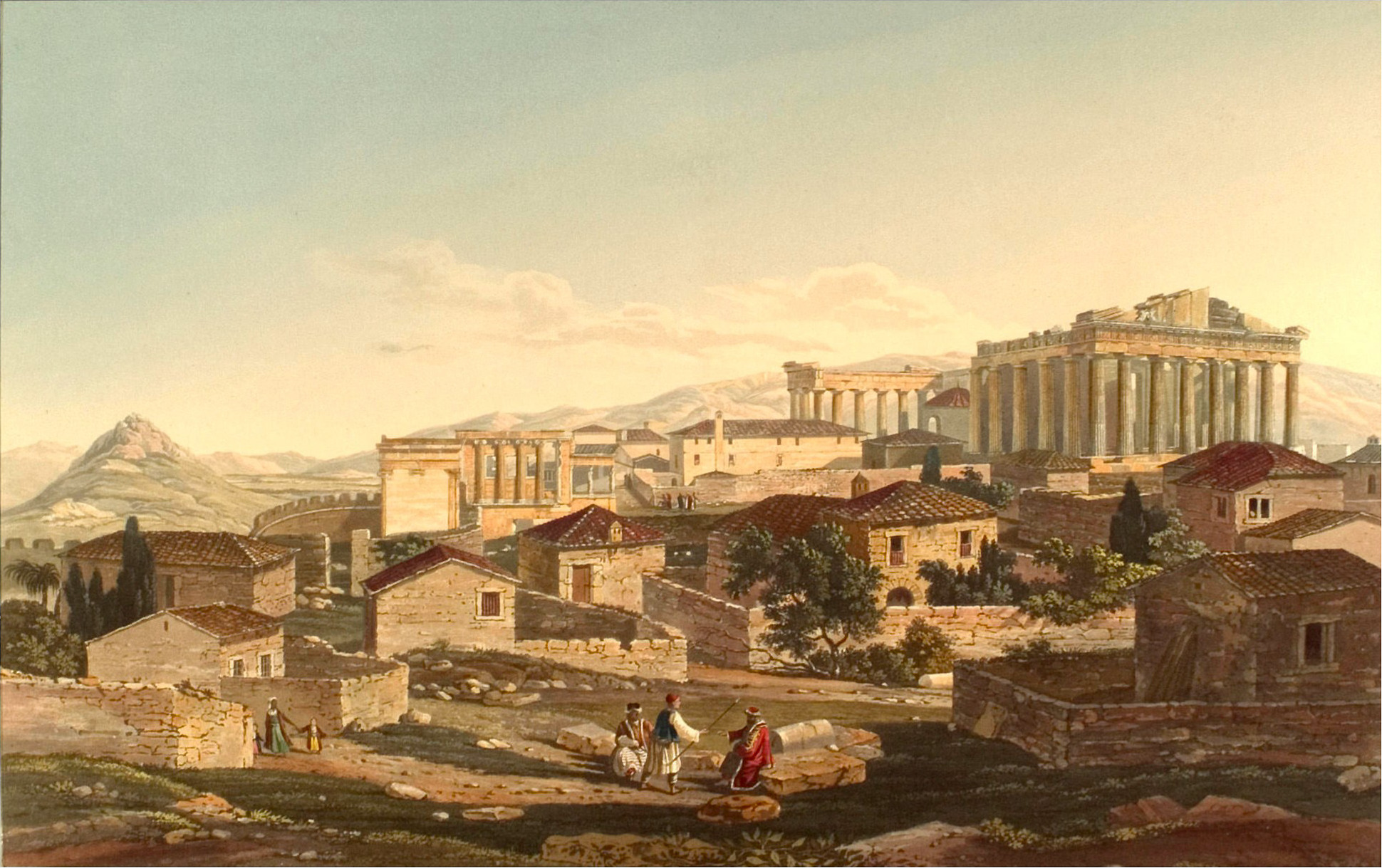
L'Acropole en 1805 : le Parthénon apparaît très endommagé.

### Incendie durant l'Antiquité tardive
Le Parthénon fut ravagé par un incendie durant l'Antiquité tardive. La charpente en bois brûla et le toit s'effondra à l'intérieur du bâtiment, y causant de graves dégâts. La chaleur intense fissura de nombreux éléments de marbre (murs, frontons, colonnades intérieures, etc.). Une restauration extensive fut réalisée. Les colonnes du naos furent remplacées par des colonnes prises sur deux portiques hellénistiques de l'agora romaine. Les deux niveaux furent dorénavant d'ordre dorique et les colonnes du premier niveau n'étaient plus cannelées. Les entablements des portiques furent récupérés pour restaurer les portes est du bâtiment, les blocs utilisés pour les portes ouest provenaient de multiples sources et certains portaient des inscriptions. De nouvelles poutres de marbre furent sculptées. Cependant, à de nombreux endroits, du plâtre fut utilisé et tenu par des rivets métalliques. Le toit fut refait avec des tuiles de terre cuite, mais il ne couvrait plus que l'intérieur, laissant découvert le péristyle. Des rigoles y furent donc creusées pour évacuer l'eau de pluie.
Il est cependant difficile de lier cet incendie à un événement précis. Une première hypothèse le datait d'après la conversion du bâtiment en église. Mais, comme le portail a été restauré alors que l'église l'avait remplacé par une abside, cette hypothèse ne tient pas. Il fut ensuite suggéré que la destruction était due à l'attaque hérule vers 267-268 et la restauration à Julien vers 362. Une autre hypothèse attribue la destruction aux Wisigoths d'Alaric vers 395-396 et la restauration au proconsul d'Illyrie Herculius entre 402 et 410, dont la statue fut érigée à côté de l'Athéna Promachos. Enfin, certains auteurs proposent que l'incendie n'aurait eu aucun lien avec ces attaques.

### Conversion en église
Il n'existe aucun texte permettant de dater avec précision la transformation du Parthénon en église. Il est probable qu'après les édits de Théodose, le Parthénon est resté une coquille vide sur l'Acropole, symbole de la défaite des dieux anciens tandis que le christianisme triomphant s'exprimait dans la cathédrale d'Athènes construite dans le complexe de la « bibliothèque d'Hadrien » au début du Ve siècle. Les éléments archéologiques sont maigres. Des tombes chrétiennes ont été retrouvées du côté sud du bâtiment. Les monnaies qui y furent découvertes dataient des empereurs Justin Ier (518-527), Justinien (527-565) et Tibère II Constantin (578-582). Donc, la conversion pourrait dater du règne de l'un de ces empereurs. Une hypothèse probable serait que la cathédrale de la ville basse aurait été détruite ou endommagée par l'attaque slave de 582-583. Le siège épiscopal aurait alors été déplacé sur l'Acropole, plus sûre. Il est cependant difficile de savoir si le Parthénon était déjà une église avant de devenir cathédrale ou s'il devint l'un et l'autre en même temps. Par ailleurs, le graffiti chrétien le plus ancien remonte à 693. Il fait référence à la mort de l'évêque Andreas et désigne explicitement le Parthénon comme sa cathédrale. Il n'est donc certain que le bâtiment est devenu église (et cathédrale) qu'à cette date.
La conversion en église a conduit à diverses transformations. L'orientation du bâtiment a été inversée, avec l'entrée principale, élargie, à l'ouest. Une petite abside a été construite, avec des éléments pris à divers bâtiments voisins, à l'emplacement du pronaos, entraînant la dépose d'une partie de la frise intérieure et de la partie centrale du fronton est,. La salle ouest est devenue la nef de l'église, avec un baptistère installé au coin nord-ouest. Cette petite pièce était séparée du reste par une iconostase en pierre percée de deux portes. Les fonts étaient construits à partir de plaques de marbre réutilisées. Trois portes ont été ouvertes pour faire communiquer les salles ouest et est. Le naos originel fut peu modifié. Cependant, un plancher de bois fut installé entre les deux niveaux de colonnes pour créer une galerie. La colonne axiale fut détruite et remplacée par une arche afin que la galerie fasse le tour de la salle, du côté ouest. Les escaliers devaient se trouver au coin nord-ouest, le plus loin possible du sanctuaire. Trois fenêtres furent creusées au niveau de la galerie de chaque côté, entraînant la dépose d'une plaque de la frise à chaque fois. Un exonarthex fut installé dans l'opisthodome, à l'ouest, fermé par des plaques posées entre les colonnes. Le péristyle extérieur resta sans toit, mais fut fermé par des murets percés à intervalles réguliers de portes et fenêtres.
Les sculptures du Parthénon subirent le vandalisme chrétien, avant même la crise iconoclaste. Des éléments des frontons furent, parfois irrémédiablement, détruits. Les métopes ouest, est et nord furent abîmées au point qu'il n'est plus possible de connaître avec certitude ce qu'elles représentaient. La métope 32 du côté nord (représentant deux femmes discutant, peut-être Héra et Hébé) y a échappé, peut-être fut-elle interprétée comme une Annonciation. Les métopes sud, peu vues, y échappèrent aussi ; peut-être aussi parce que le programme iconographique (des centaures) se trouvaient encore dans l'art byzantin de l'époque. Enfin, la frise y a échappé, peut-être parce qu'elle était difficilement accessible, et peu visible,.
Ce n'est qu'au Xe siècle que le Parthénon est de façon attestée devenu une église dédiée à la Vierge Marie. Lorsque Basile II passe par Athènes vers 1018-1019, de retour de sa campagne victorieuse contre les Bulgares, il y remercie Sainte Marie en faisant de nombreux cadeaux à son église, le Parthénon. Au XIIe siècle, l'épiclèse « Atheniotissa » était donnée à Marie, qui avait dès lors remplacé définitivement Athéna comme protectrice de la ville ; on trouve aussi « Panaghia Parthene », cependant la connexion directe n'était pas faite entre les deux figures. Les textes byzantins faisaient même la différence entre les deux virginités. Il n'y a donc pas substitution directe d'Athéna par Marie au Parthénon, mais remplacement d'une divinité ancienne, « pseudoparthénos », par la Vierge véritable, selon les chroniqueurs byzantins.
Au XIIe siècle, l'église dans le Parthénon change à nouveau d'aspect. L'abside paléochrétienne est remplacée par une nouvelle abside plus grande qui intègre les deux colonnes centrales de l'ancien pronaos, nécessitant à nouveau la dépose d'une partie de la frise. Les fenêtres creusées dans l'abside réutilisent les éléments de l'architrave déposée. Le baptistère disparu, est remplacé par un bénitier de marbre. Le sanctuaire s'avance davantage dans la nef dont il est séparé par un templon de six petites colonnes de pierre verte. Le sol du sanctuaire est surélevé par rapport au reste du bâtiment. L'autel est installé sous un ciborium soutenu par quatre colonnes de porphyre. La courbe de l'abside accueille le synthronon, avec un trône central pour l'évêque métropolite. Un décor chrétien est alors réalisé : des fresques (disparues dans la nef) et une mosaïque (une vierge à l'enfant) dans l'abside. Cette dernière subsista quand le bâtiment fut transformé en mosquée et ne disparut que dans la démolition de 1765-1766. Des fragments de fresques ont été retrouvés dans le narthex et l'exonarthex. Il semblerait qu'il y ait eu plusieurs niveaux de décor : avant l'iconoclasme et une restauration à l'époque de Basile II. Il subsiste aujourd'hui dans l'exonarthex une Vierge à l'enfant sur un trône, adorée par des anges, peinte directement sur le marbre, dans les tons rouge sombre. Dans le narthex, se discernent encore : à l'ouest, une Passion du Christ (avec des éléments d'une Crucifixion, une Déploration et les trois Marie au tombeau de Jésus ; au nord, trois registres de saints : en bas, des saintes, au milieu, des saints évêques et au-dessus, le groupe de la déisis ; au sud, trois bandes similaires sont seulement discernables.
Après la Quatrième croisade et la création du duché d'Athènes, le Parthénon passe de la liturgie orthodoxe à la liturgie catholique, mais reste cathédrale. Un clocher est construit, à partir d'éléments récupérés sur les ruines des monuments avoisinants, au coin sud-est, à l'intérieur de l'exonarthex. On y accédait grâce à une porte dans le mur ouest du narthex ; il disposait d'un escalier en spirale et dépassait du toit du bâtiment. Certaines hypothèses en ont aussi fait une tour de vigie. Une arche de briques fut construite pour soutenir le fronton ouest. Un nouveau décor fut peint dans l'exonarthex jusque sur la base de la tour. On pouvait y voir une Vierge et un Jugement dernier. En 1970, un monstre écailleux chevauché par une figure humaine était encore visible.

### Conversion en mosquée
En 1456, Athènes est conquise par les Ottomans qui transforment le Parthénon-église en mosquée, dès avant 1460, peut-être au moment de la seconde visite du sultan Mehmet II dans la ville. Même s'il n'existe aucune source datant précisément la conversion, il était traditionnel dans le fonctionnement ottoman de transformer rapidement l'église principale ou la cathédrale de la ville conquise en mosquée afin de montrer symboliquement le changement politique. Le bâtiment est peu modifié à cette époque, d'abord parce que Mehmet II admirait les monuments antiques et voulait qu'ils soient respectés. La tour-clocher fut transformée en minaret. L'église fut « vidée » pour devenir mosquée : meubles et partitions furent enlevés ; les fenêtres furent petit à petit murées ; un mihrab fut construit du côté sud de l'abside, pour indiquer la direction de La Mecque et un minbar fut installé en face. Cependant, le bénitier à l'entrée, le ciborium, le synthronon et le décor de mosaïque de l'abside furent conservés. Les décors antiques et chrétiens furent donc respectés.
La fonction et l'histoire du bâtiment se sont perdues. Le « guide » écrit pour Mehmet II, daté de 1458-1460, appelle le Parthénon « l'église de la Mère de Dieu » et précise qu'il avait été à l'origine un temple dédié au dieu inconnu, construit par Apollon et un dénommé Eulogios. Des sources du XVIe siècle en parlent comme du « Panthéon » ou comme dédié encore au dieu inconnu. Evliya Çelebi dans la première moitié du XVIIe siècle décrit le Parthénon en détail et avec exactitude. Cependant, il considère que c'était là que Platon enseignait (on montrait même alors son trône) et ne mentionne pas du tout que le bâtiment avait été une église. Il ne donne pas non plus de nom spécifique à la mosquée qui y était installée. Dans les documents de l'époque, elle est d'ailleurs juste appelée « mosquée d'Athènes », « mosquée du château d'Athènes » ou « grande mosquée ». De nombreux visiteurs du XVIIe siècle ont témoigné du bon état de conservation du bâtiment. Contrairement à la réputation que leur firent les Européens plus tard, les Ottomans étaient généralement respectueux des monuments anciens qui se trouvaient sur leur territoire.
En 1674, l'édifice est minutieusement dessiné, selon les hypothèses, par un artiste anonyme ou Arnould de Vuez, accompagnateur du marquis de Nointel, ambassadeur de Louis XIV de France auprès de la Sublime Porte. Ces relevés, dits à tort « de Carrey », sont aujourd'hui très précieux pour identifier les nombreux fragments des décors du Parthénon.

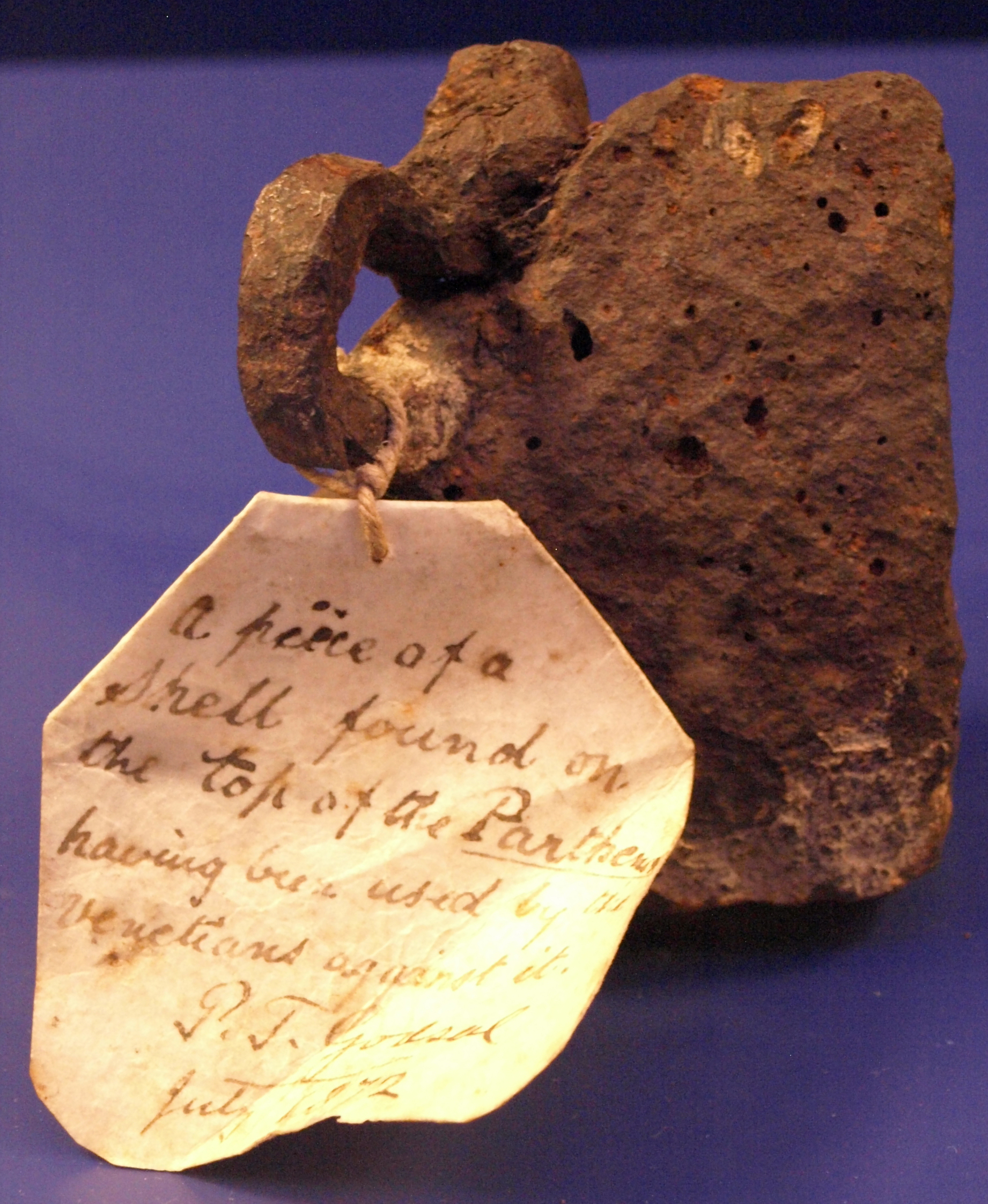
Fragment d'un projectile de mortier vénitien retrouvé sur le toit du Parthénon. Probablement un de ceux utilisés lors du siège de 1687 au moment de la destruction du bâtiment.

### Transformation en poudrière, explosion
En 1687, au cours de la guerre de Morée, les Vénitiens attaquent Athènes et les Ottomans se fortifient sur l'Acropole, en utilisant le naos du Parthénon comme poudrière (peut-être parce qu'il semblait être ce qu'il y avait de plus solide sur l'Acropole),. Le 26 septembre, un tir de mortier vénitien touche le bâtiment et met le feu aux poudres qui finissent par exploser,. Le toit et les murs s'effondrent, tout comme vingt et une colonnes,. De nombreuses sculptures sont gravement endommagées, tant par l'explosion que par les tentatives de Francesco Morosini de s'emparer des statues d'Athéna et de Poséidon en guise de récompense sur le fronton ouest qui tombe et se brise sur le coup à cause de la maladresse de ses hommes,. Les Vénitiens se retirent dès 1688. Les Ottomans se réinstallent sur l'Acropole et de nombreux débris du Parthénon sont réemployés dans la construction des maisons. Dans les décennies qui suivent, les voyageurs occidentaux se servent dans les ruines.

### Construction d'une petite mosquée

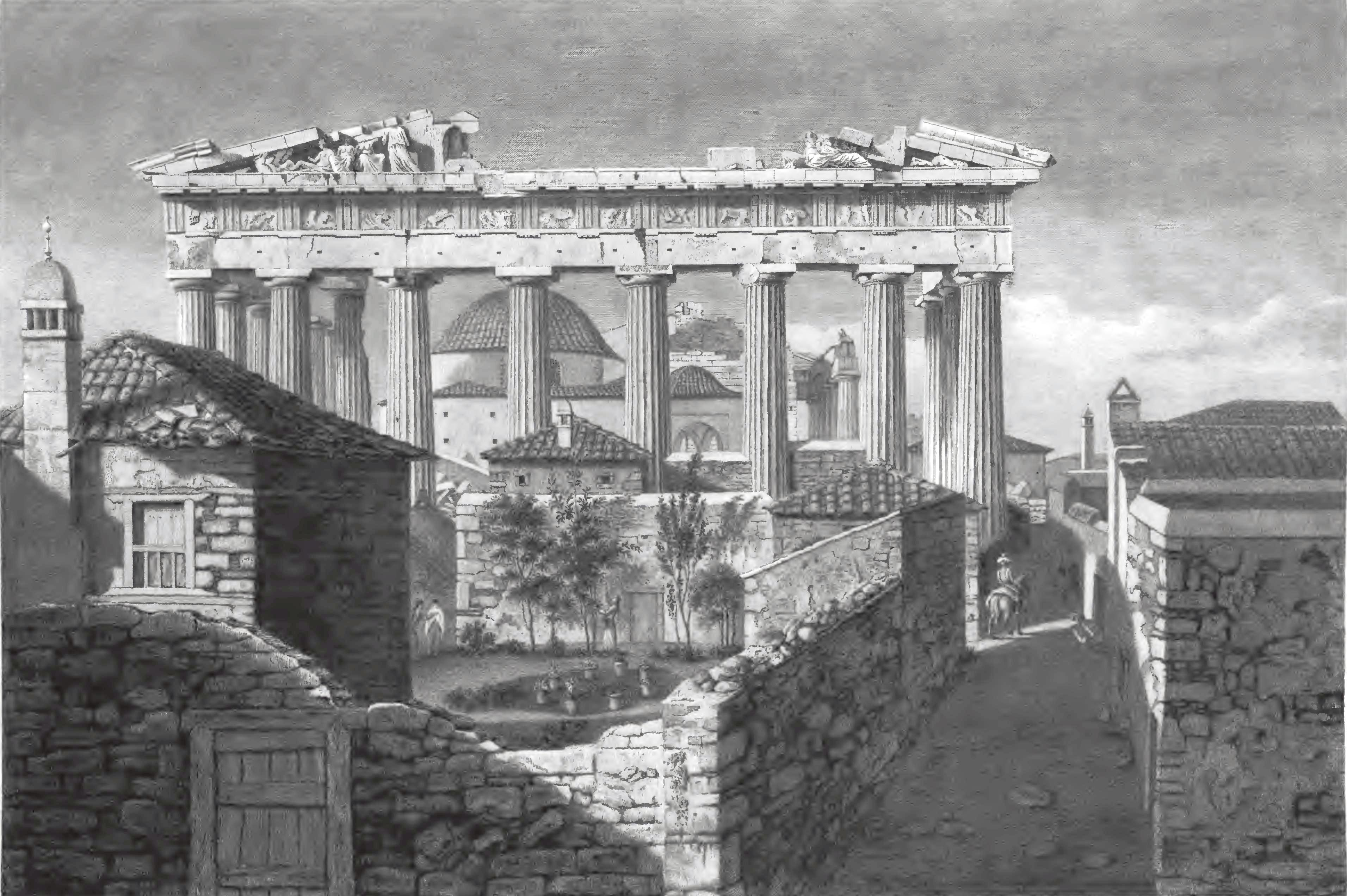
Gravure de 1765, la petite mosquée est visible à travers les colonnes.

Une nouvelle mosquée est construite à l'intérieur du Parthénon après 1699. L'ambassadeur français Charles de Ferriol d'Argental visite le site à cette date et ne la mentionne pas. Sa construction a pu avoir lieu au moment de la restauration des remparts de l'Acropole en 1708. La nouvelle mosquée est même construite à l'intérieur de l'ancienne mosquée. Ce petit bâtiment carré est orienté nord-ouest sud-est et ne devait servir qu'à la garnison ottomane. Il est construit à partir de pierres de réemploi et n'a pas de minaret. Le minaret de l'ancienne mosquée (le clocher de l'ancienne église) avait beaucoup souffert lors de l'explosion de 1687 ; il fut définitivement rasé en 1765-1766. La mosquée fut rasée en 1843, au moment du début des grandes fouilles de l'Acropole.

### Redécouverte scientifique

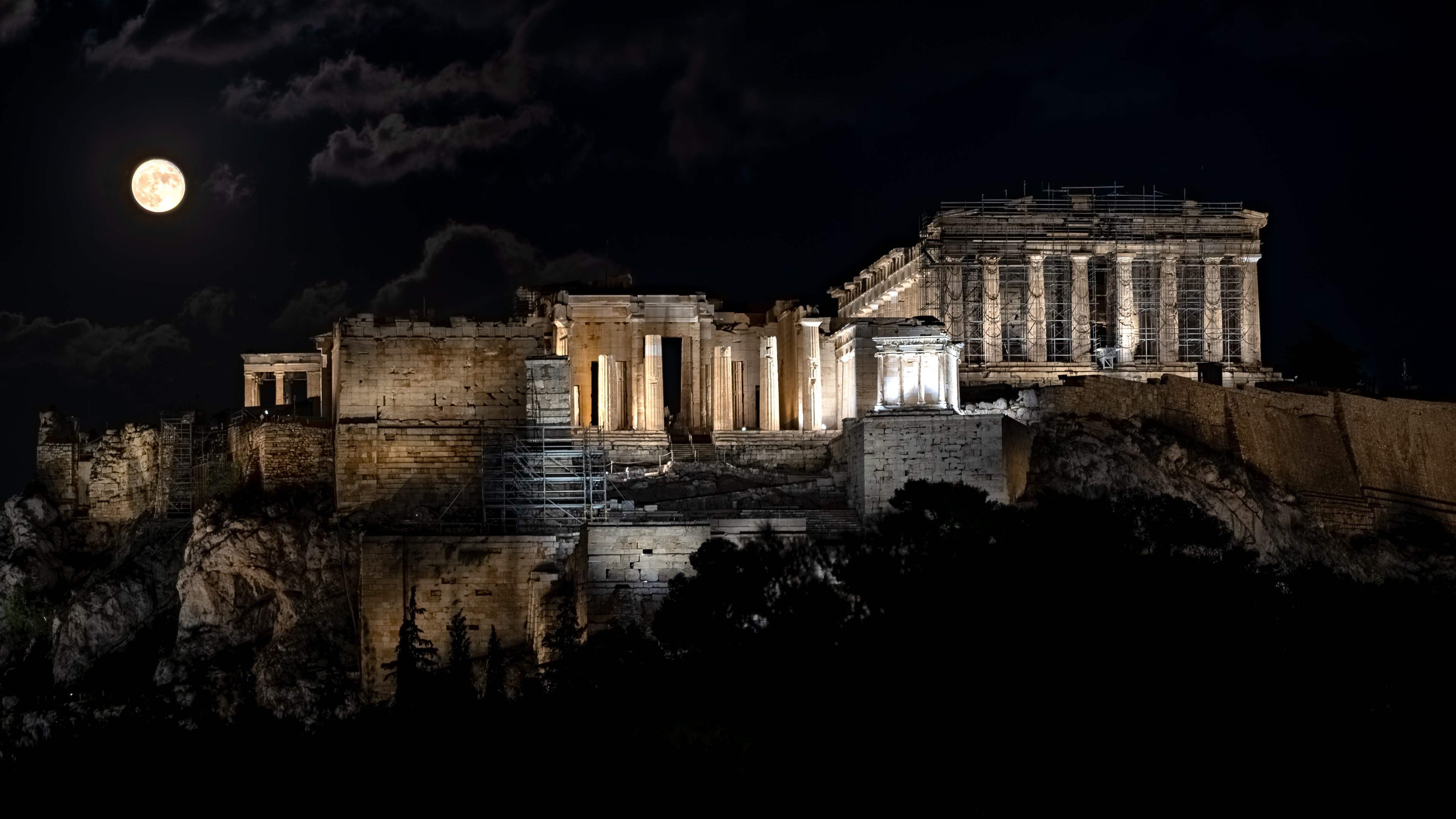
Le Parthénon a rendez-vous avec la Lune. Octobre 2021.

Au XVIIIe siècle, les relations diplomatiques entre l'Europe et l'empire ottoman s'améliorent si bien que plus d'Européens voyagent à Athènes et dessinent ou peignent les ruines pittoresques du Parthénon, stimulant le philhellénisme. La société britannique des Dilettanti y envoie en 1751 le peintre James Stuart et l'architecte Nicholas Revett pour mesurer et dessiner les antiquités d'Athènes, notamment celle du Parthénon, et établir un plan de l'Acropole. Leur publication en 1787 fait date et autorité et marque la redécouverte scientifique de l'édifice. Leur travail est poursuivi au XIXe siècle par l'École française d'Athènes qui détaille la polychromie de l'édifice et la pratique de courber les lignes horizontales.

### Les «marbres d'Elgin»
En 1801-1802, Lord Elgin, ambassadeur britannique à Constantinople, envoie à Londres l'essentiel des sculptures en marbre de la frise du Parthénon, des frontons et des métopes. Ils sont aujourd'hui encore exposés au British Museum qui les a acquis en 1816. La Grèce en réclame depuis longtemps la restitution, notamment par l'entremise de son Ministre de la Culture, Melina Mercouri, de 1983 à 1989, et de 1993 à sa mort, en 1994.

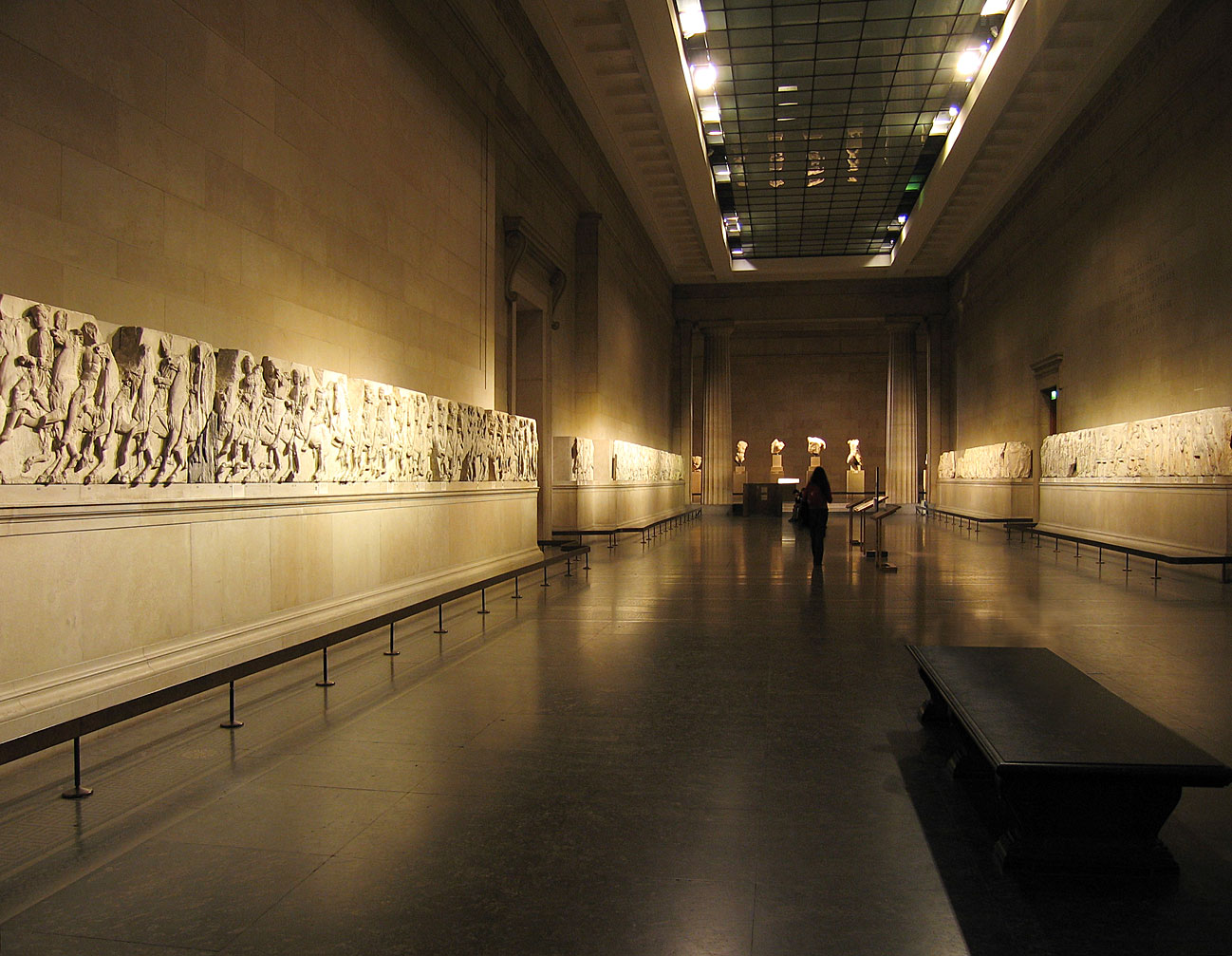
La frise du Parthénon, au British Museum.
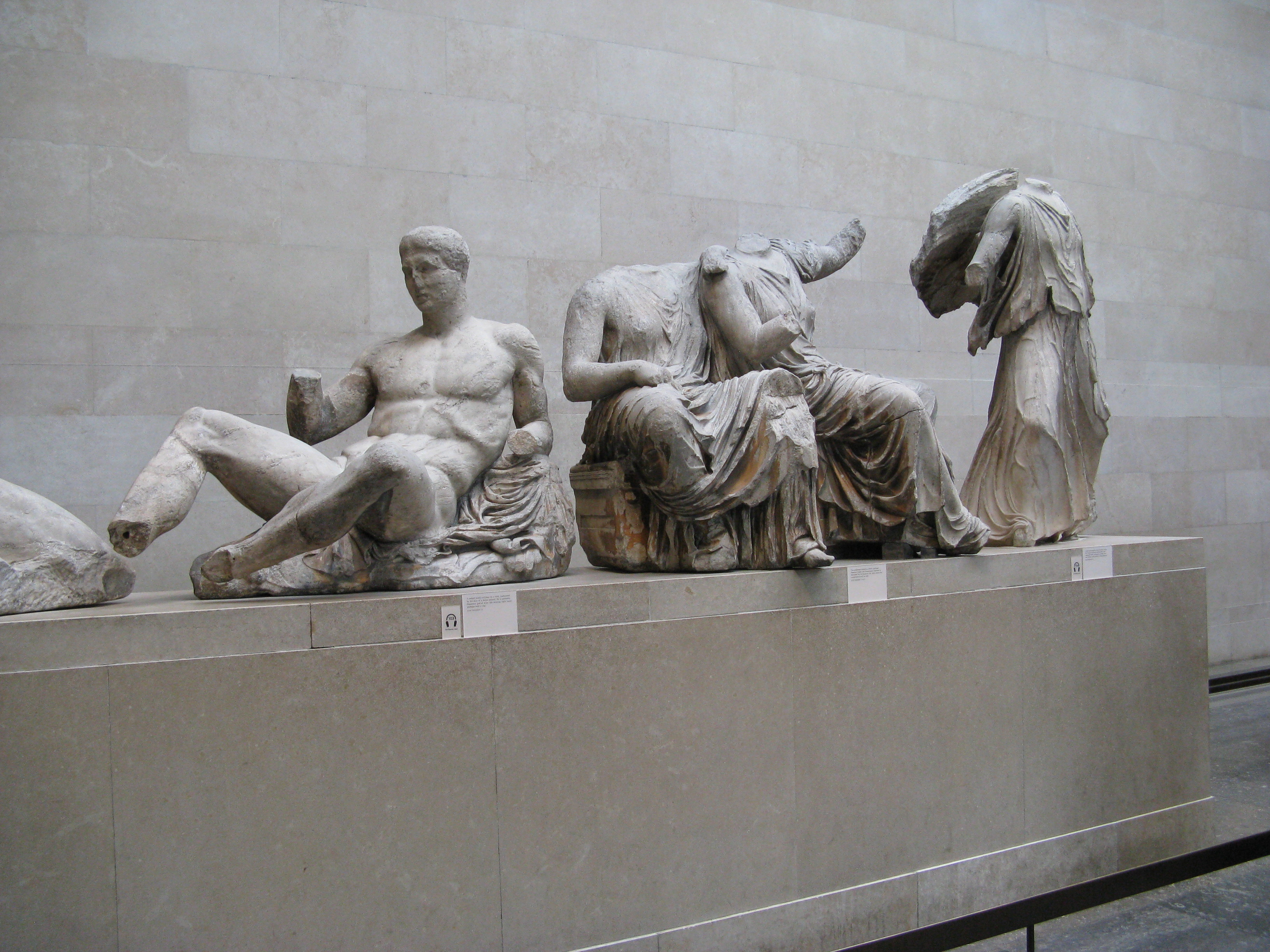
Visite au British Museum : marbres du fronton est.

### Restauration du bâtiment

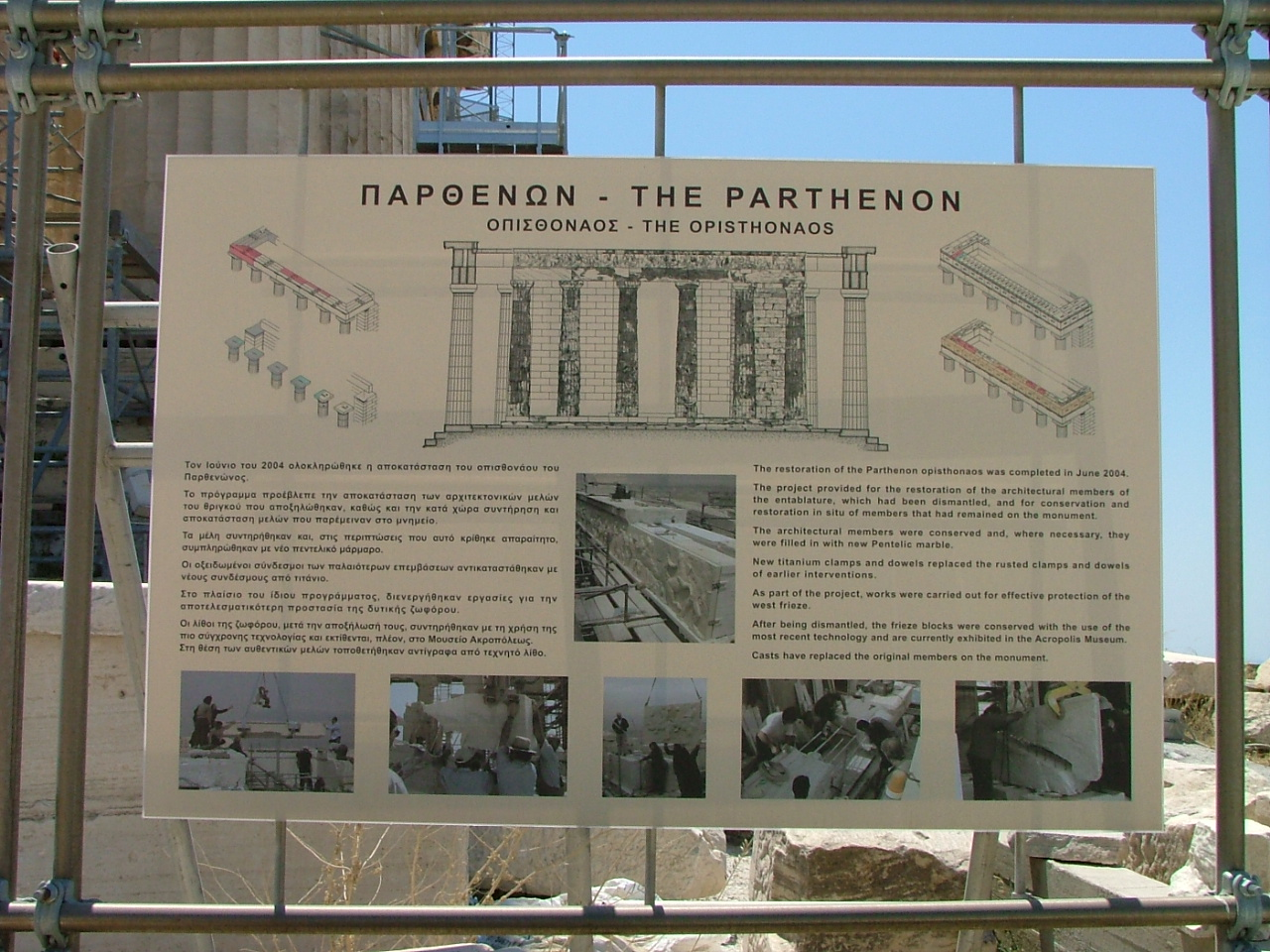
Plan des restaurations de 2007.
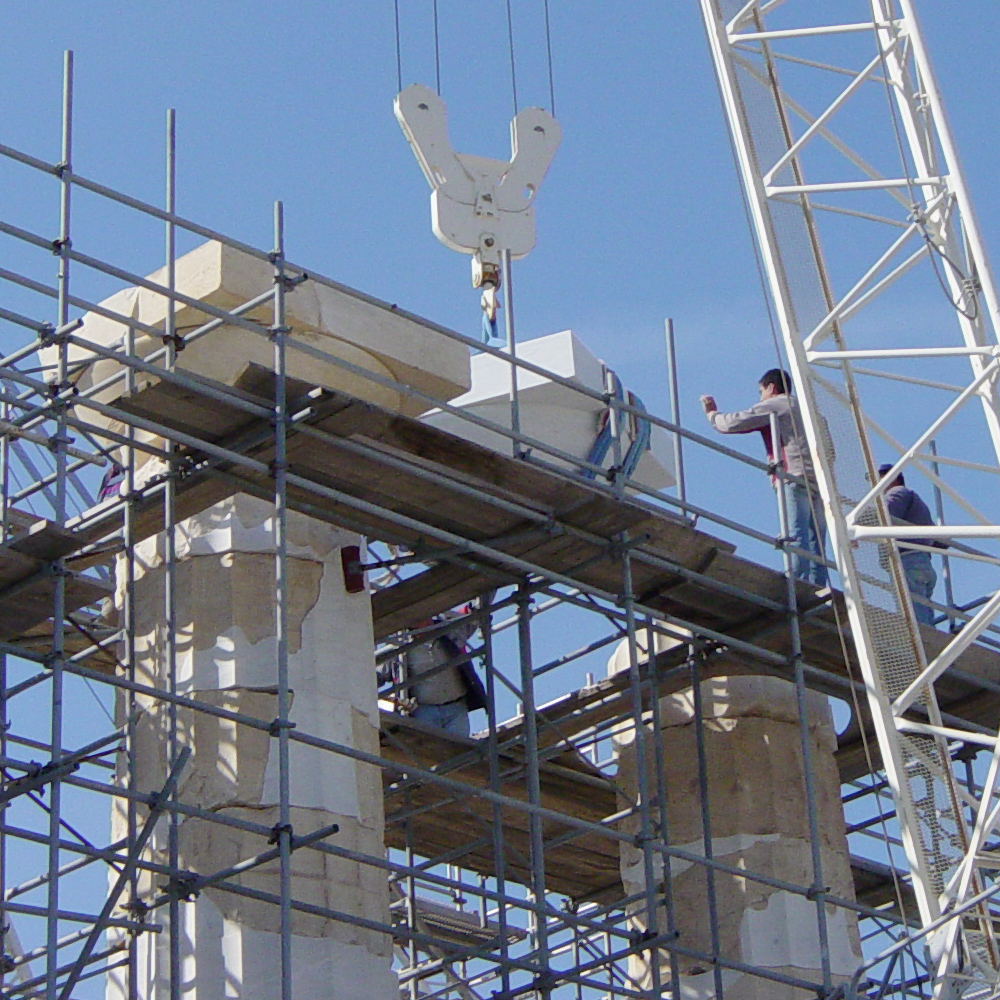
Restaurations de 2007.
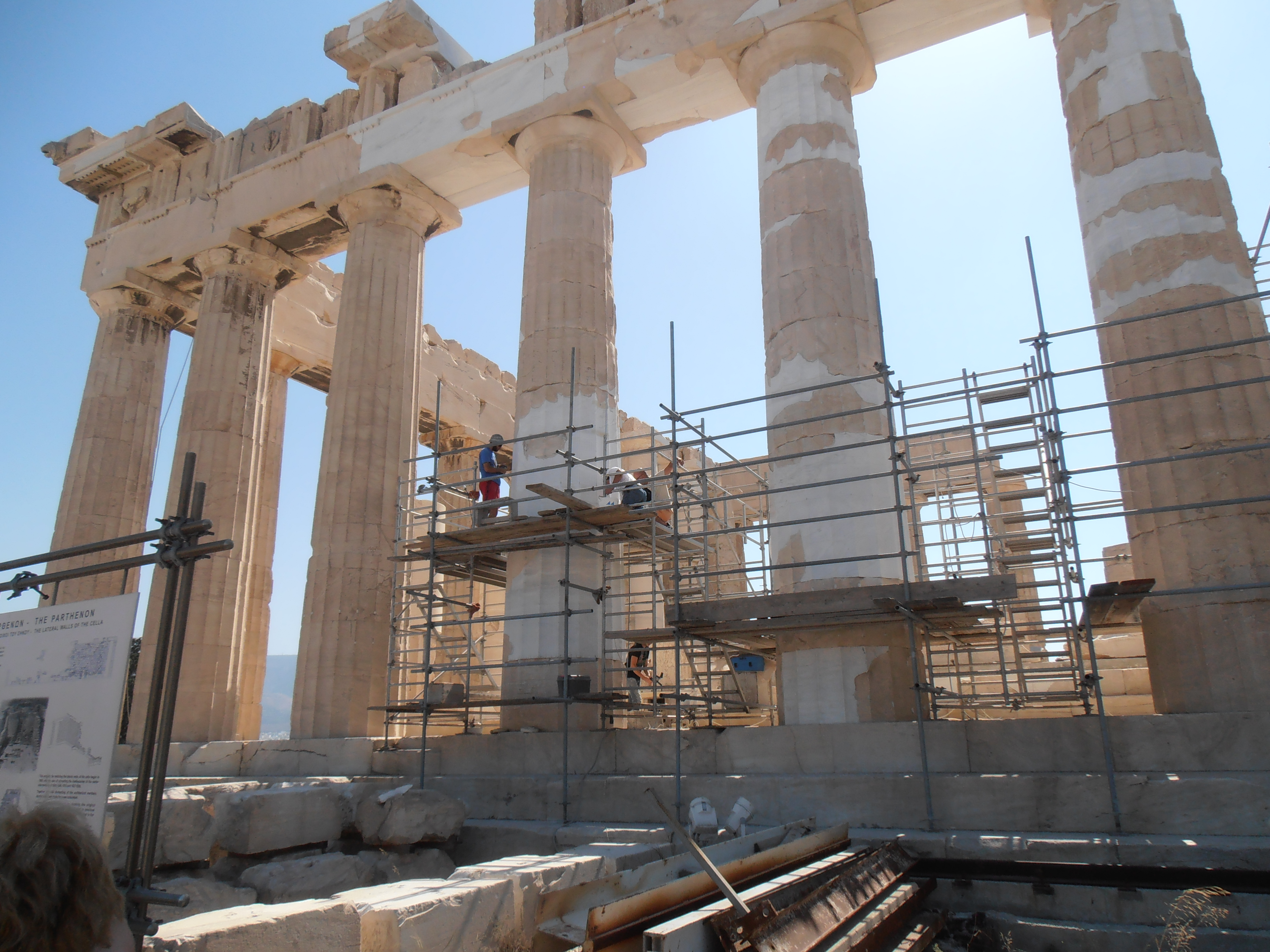
Doctrines de restauration.
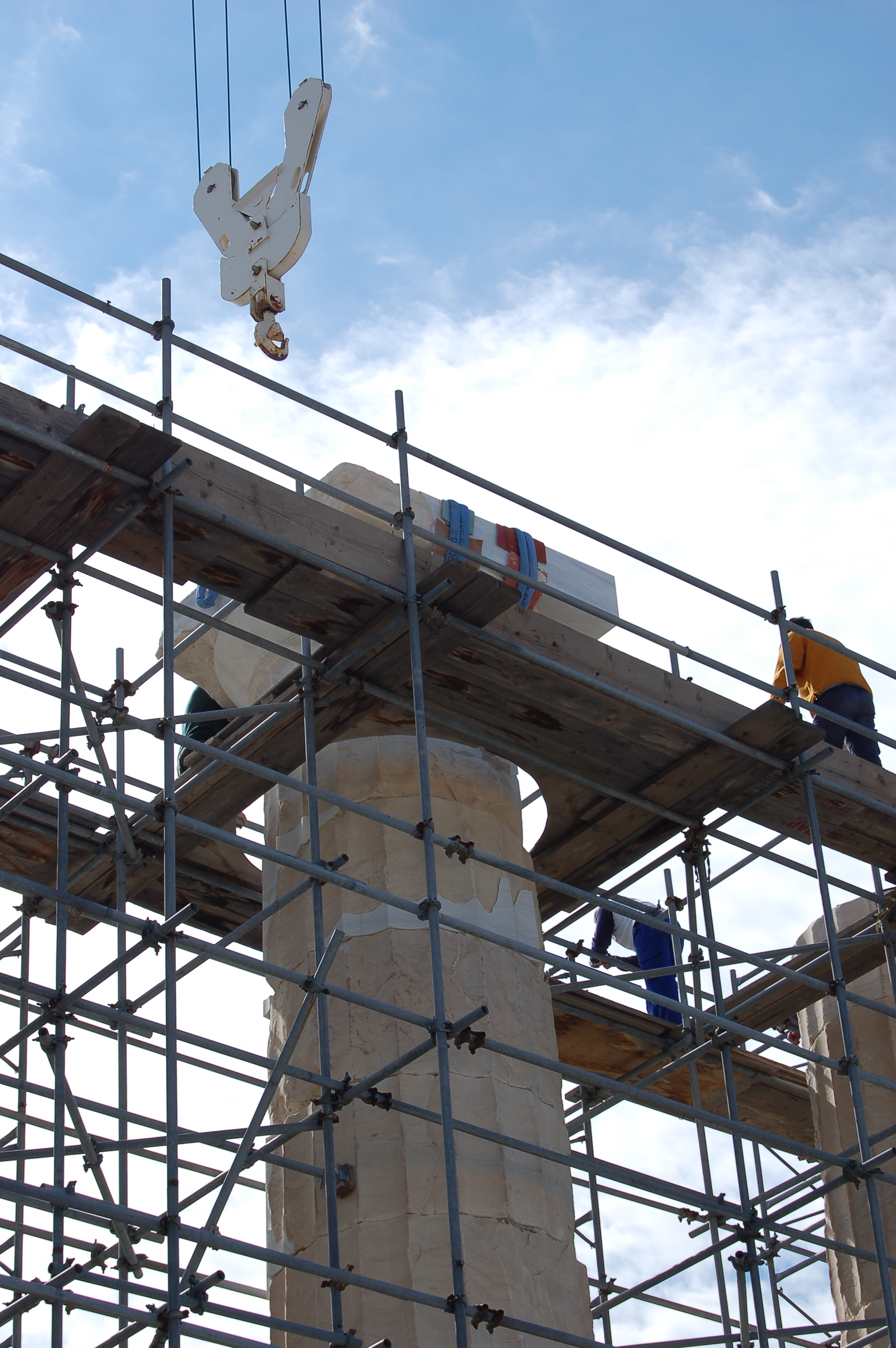
Restaurations en cours.

Un important programme de restauration du Parthénon a été entrepris après un tremblement de terre de 1893. De 1894 à 1933 l'architecte et ingénieur en chef Nikolaos Balanos a conduit ce chantier.
Une seconde campagne de restaurations, depuis les années 1980, tente de corriger les erreurs commises antérieurement : tambours et chapiteaux des 46 colonnes replacés au bon endroit, crampons de fer (leur oxydation provoquant une rouille qui, par dilatation, faisait exploser les blocs de marbre alors que les Grecs anciens les avaient revêtus de plomb qui évitait la rouille et dont la malléabilité empêchait les fissures lors des séismes) fixant les blocs ensemble, remplacés par des éléments en titane. Ce travail s'appuie sur les recherches de l'architecte Manolis Korres (ru). Prévue initialement pour une dizaine d'années, la campagne devait finalement se terminer pour 2020, avec un budget de 100 millions de dollars.
Le chantier a débuté par le recensement des 100 000 fragments de marbre jonchant le sol (ce qui représente 20 000 tonnes de marbre).
De 1986 à 1991 ont lieu les travaux de restauration de la façade est. Les restaurations en septembre 2012 mettent en évidence les pierres restaurées avec le remplacement par des pierres blanches afin de les distinguer des éléments d’origine. C’est la solution retenue en Grèce pour l’application des doctrines et techniques de conservation - restauration recommandées par la « Charte de Venise ».
La charte de Venise est une « charte internationale sur la conservation et la restauration des monuments et des sites » (1964).
Elle stipule notamment que les adjonctions du restaurateur ne doivent pas travestir l’édifice considéré en tant que source documentaire. L’exigence scientifique moderne est à ce point incontournable que reconstruire un mur peut sembler a priori une falsification du monument. Cependant, fermer des brèches et compléter ou en rebâtir des tronçons peut s’avérer nécessaire, et même indispensable, pour garantir une conservation à long terme. Ne pas intervenir pour garder une ruine entraînerait une perte irrémédiable de témoins essentiels. Il faut alors délimiter nettement l’apport du restaurateur et du créateur, par exemple par une limite incluse dans la maçonnerie, tels des rangs de tuiles comme cela est pratiqué en Italie ou utiliser une pierre de couleur différente comme en Grèce.
Pour prendre en compte l’esprit de la Charte de Venise sur la lisibilité des apports contemporains, il faut en effet veiller à maintenir la cohérence, la force et le charme de l’image que le public s’est formée de l’édifice. La restauration s’arrête là où commence l’hypothèse. Par sa rigueur, sa prudence et son respect de la matière ancienne, par sa clarté et sa concision, la Charte de Venise est d’une actualité qui ne se dément pas. La protection des ruines relève d’une logique à la fois historique et paysagère, doctrine qui a bénéficié d’une avancée philosophique et scientifique.